# Onze-Lieve-Vrouw-ter-Rustekapel

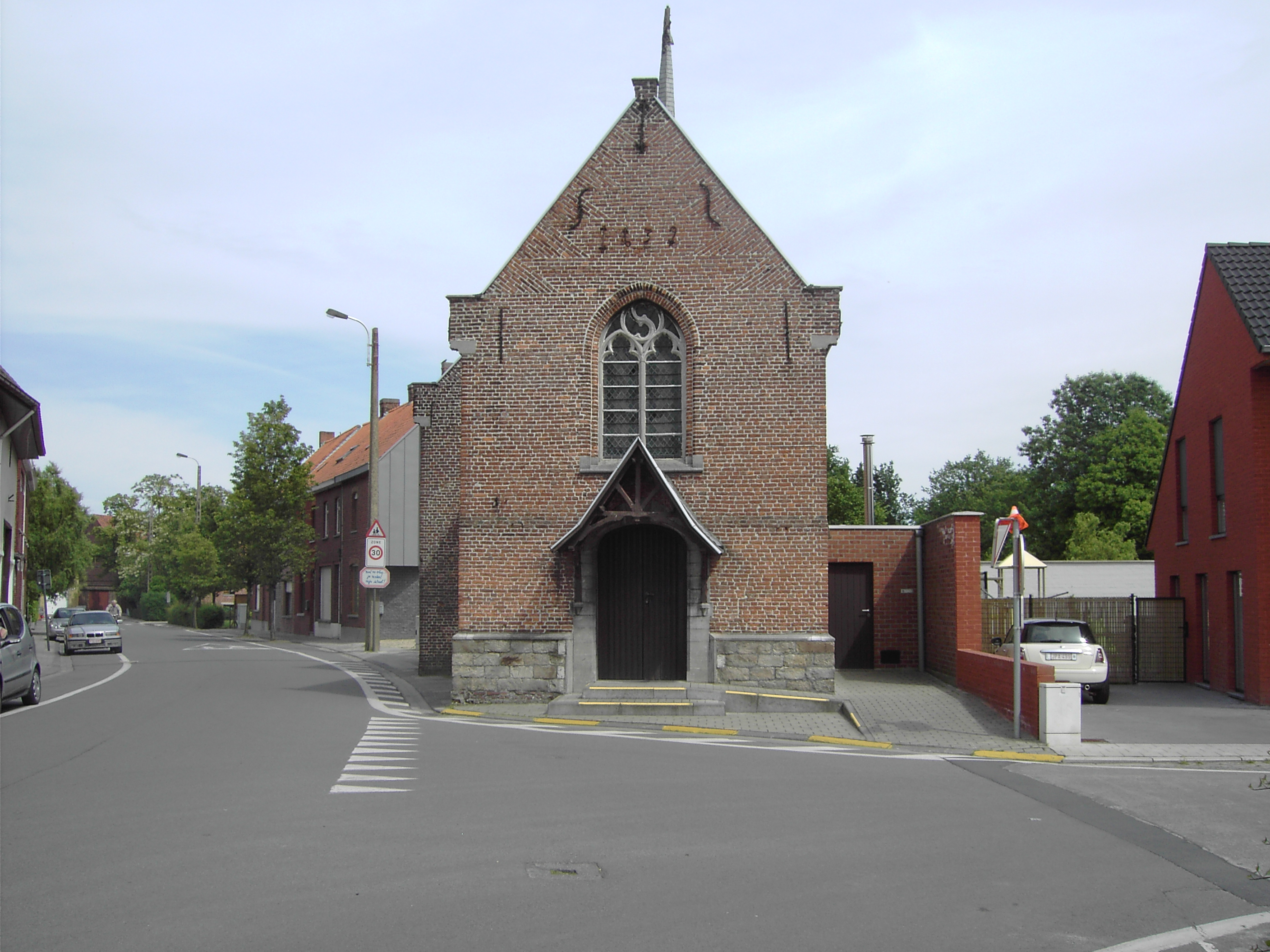
Hedendaags vooraanzicht van de kapel Onze-Lieve-Vrouw ter Ruste

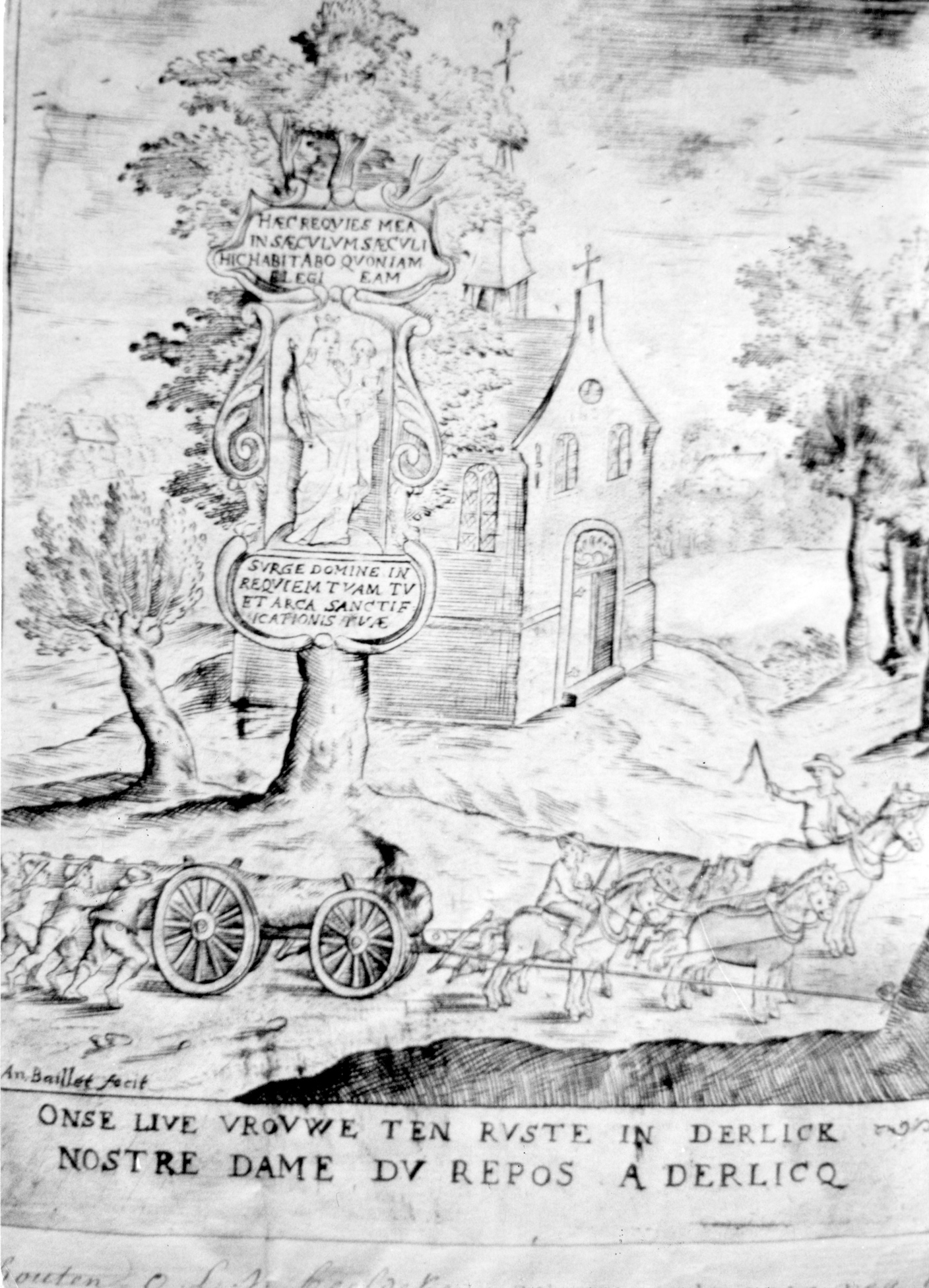
Dit is een 17e eeuwse tekening van de Onze-Lieve-Vrouw-ter-Rustekapel in Deerlijk en haar ontstaanslegende (door Baillet). Het is de oudst gekende afbeelding. Het beeld in de boom toont een rechtstaande gekroonde Maria met het kindje Jezus op gelijke hoogte. Maria houdt een scepter vast en Jezus een boek.

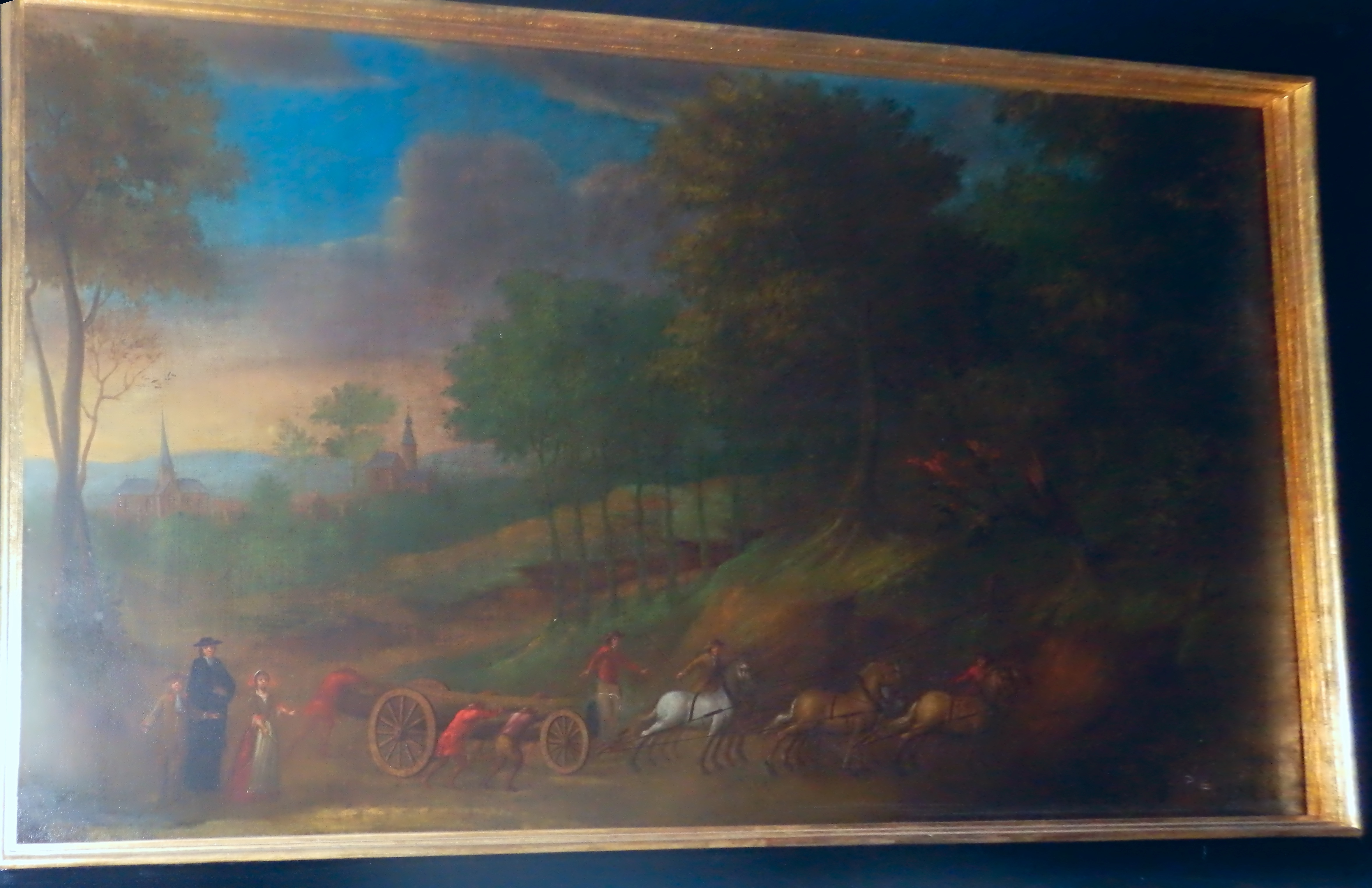
Afbeelding uit 1761 of 1786 in de Sint-Columbakerk te Deerlijk, door Dominicq Rathel. Het toont de legende van de Onze-Lieve-Vrouw-ter-Rustekapel en werd waarschijnlijk door de familie de Cassina besteld, via de kapellaan van de kapel

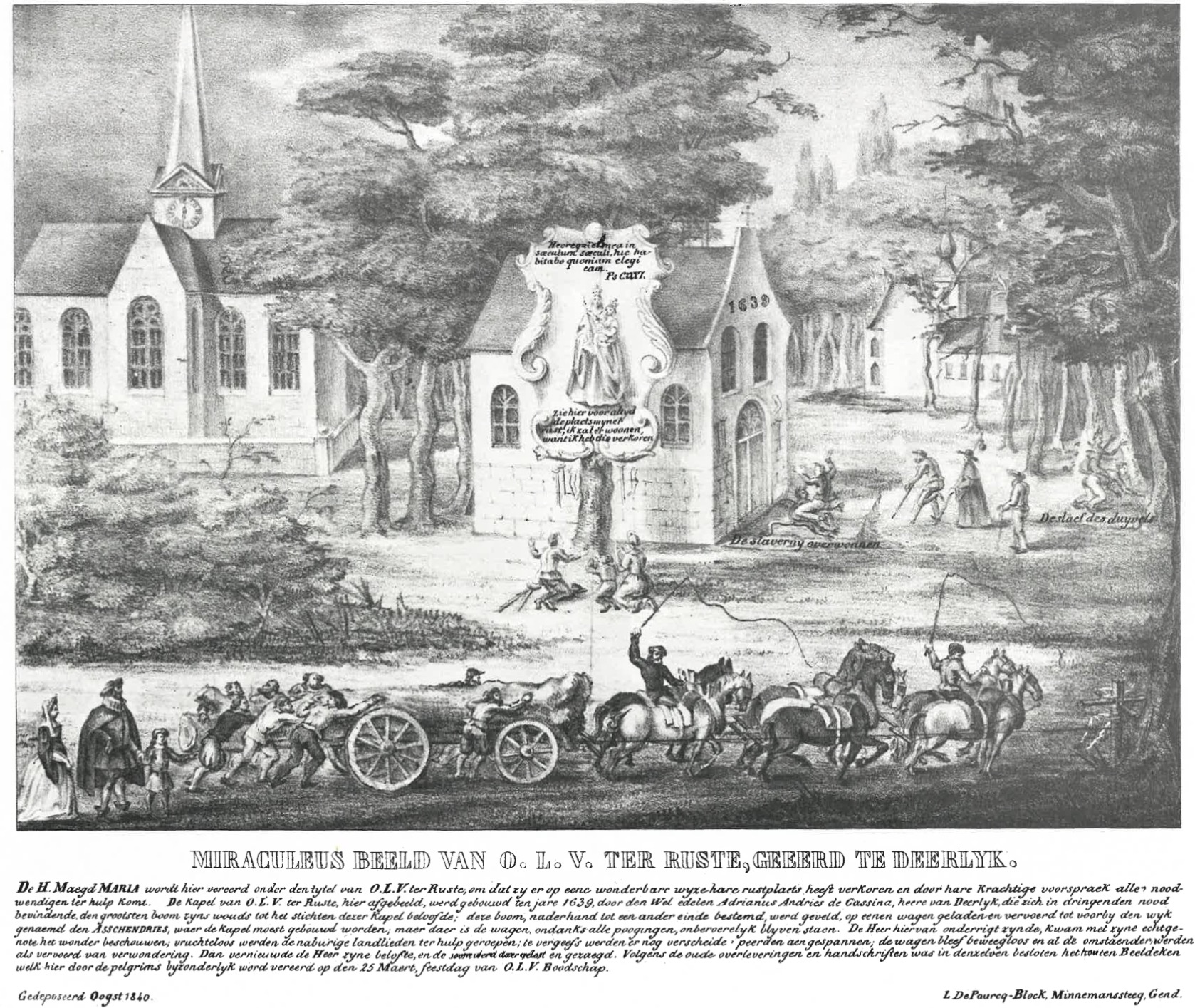
Een schets uit 1840 van de Onze-Lieve-Vrouw-ter-Rustekapel en haar ontstaanslegende in Deerlijk. Op oudere afbeeldingen houdt het kindje jezus een bijbel vast, terwijl in latere afbeeldingen, zoals deze, de bijbel door een globe werd vervangen. Het gezin dat de kar met paarden observeert draagt kledij uit 1634.

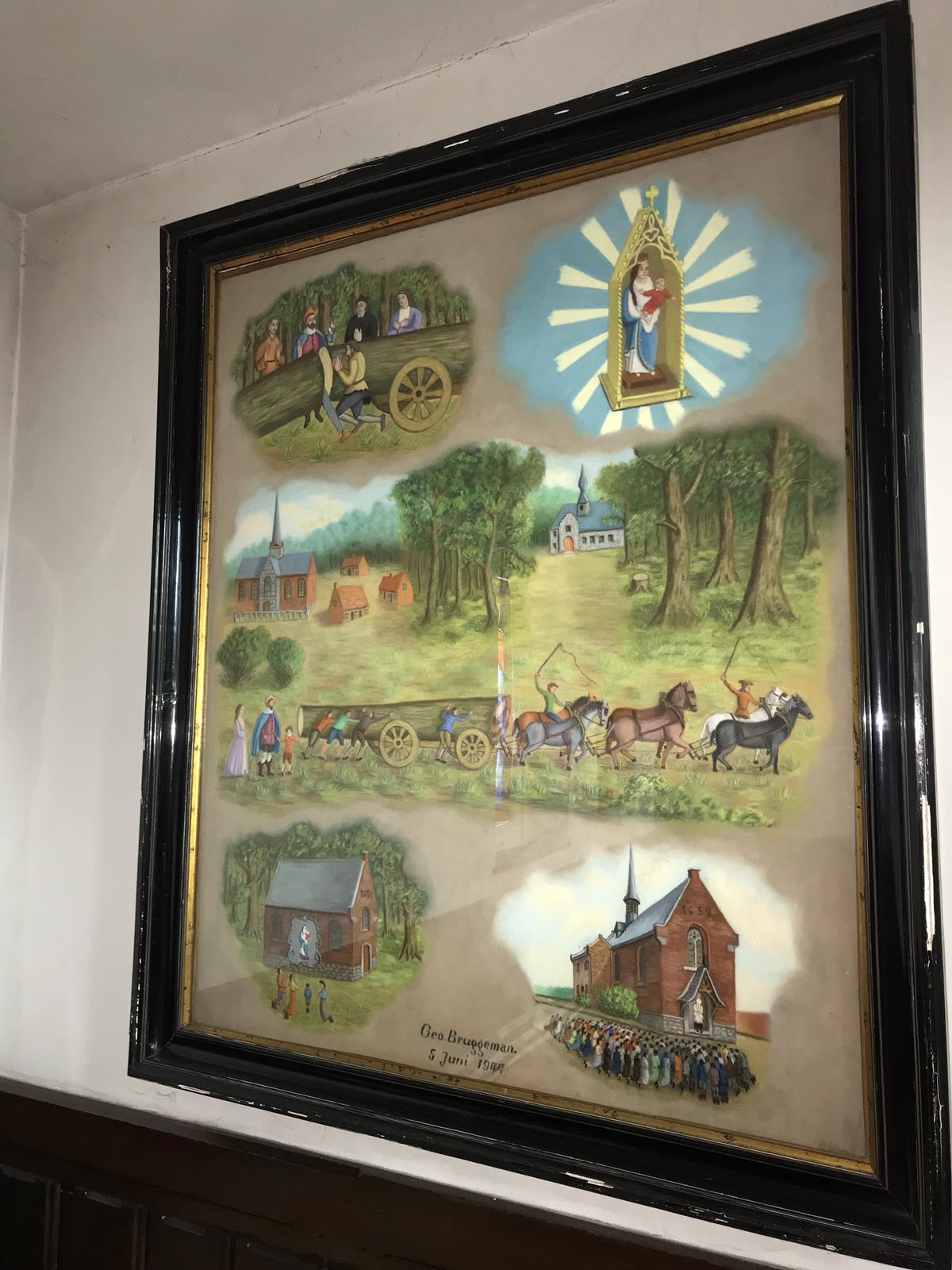
Afbeelding uit 1944, te vinden in de kapel Onze-Lieve-Vrouw ter Ruste, sterk gemoderniseerd in functie van het hedendaagse uitzicht van de kapel en enkel nog het miraculeus beeldje afbeeldend dat zich nu in de kapel bevindt.

De Onze-Lieve-Vrouw-ter-Rustekapel is een kapel in de Belgische gemeente Deerlijk, opgericht in 1639 ter ere van Onze-Lieve-Vrouw. Het gebouw staat op het kruispunt van de Kapel ter Rustestraat met de Braamakkerstraat. De oprichtster van de kapel is met volle zekerheid Marguerite Kelduwier, zoals uitvoerig gedocumenteerd door Filip Benoit, wat uiteraard een eventuele contributie door derden niet uitsluit. Wat de kapel bijzonder maakt is dat ze woelige tijden heeft overleefd, zelfs periodes waarin ze seculiere functies vervulde, zoals een weefschool en zelfs even een hospitaal.

## Ontstaanslegende
Van legenden wordt verondersteld dat ze een grond van waarheid bevatten. De ontstaanslegende van de kapel werd eeuwenlang doorverteld en werd ook verschillende keren grafisch vastgelegd in pentekeningen en schilderijen. Er werden niet minder dan 6 neergeschreven versies gevonden.

De derde versie dateert van 1884,

de vierde versie van 1891.

De vijfde versie werd in 1942 neergetekend,

en de zesde in 1985.

In de mondelinge, neergeschreven en artistieke overleveringen treft men een edelman aan met een ziek kind die belooft een kapel te bouwen als zijn kindje mag genezen. Daarna vergeet hij zijn belofte. Hij wordt er echter aan herinnerd wanneer hij getuige is van een mirakel te Deerlijk waarbij een kar met boomstam, voortgetrokken door paarden, op schijnbaar onverklaarbare wijze komt geblokkeerd te staan. Merkwaardig is dat de mondelinge overlevering telkens een beeldje vermeldt dat eveneens werd meegevoerd op de kar, zijnde zich bevindende aan of in de gevelde boom. Het is dat beeldje dat, zo wil de legende, de kar doet stoppen omdat het op die plaats een veilig onderkomen wil in een te construeren kapel. Daarop besluit de edelman, die samen met zijn echtgenote getuige was van het gebeuren, op die plek een kapel te bouwen.

## Feiten betreffende het Mirakel
In augustus 1634 deed zich in Deerlijk een wonder voor, een gebeurtenis die leidde tot de bouw van de Onze-Lieve-Vrouw-ter-Rustekapel. Het mirakel werd echter pas in oktober 1639 door de proost van het kapittel van Harelbeke onderzocht. Dit gebeurde op last van de bisschop van Doornik, Jacob Maximiliaan Villain de Gand (zie verder).

Getuigen verklaarden tijdens dit onderzoek dat een wagen die een boom vervoerde naar Kortrijk op onverklaarbare wijze niet meer verder kon.
De toeschouwers zouden het stilvallen van het transport van de boom hebben toegeschreven aan de wens van Onze-Lieve-Vrouw om voor Haar beeld – dat twintig jaar tevoren vernieuwd was geweest – een kapel te bouwen. 
Het is op heden nog niet duidelijk of de kerkelijke overheid het wonder al dan niet heeft erkend, maar het verhaal lijkt wel de aanleiding geweest te zijn voor het ontstaan van de legende (zie hoger). 
Zeker is wel dat de bisschop van Doornik, Jacob Maximiliaan Villain de Gand, in 1641 in de Onze-Lieve-Vrouw-ter-Rustekapel de oprichting van een kapelanie van Onze-Lieve-Vrouw ter Ruste heeft bekrachtigd. 
De details van het evenement, opgetekend in 1639, waren spoorloos, waardoor men tot aan de ontdekking ervan in de archieven, zich enkel kon baseren op de jaarankers op de façade van de kapel, en de legende die in de volksmond werd voortverteld.
Het document met de beschrijving van het wonder in 1634, werd in 2003 ontdekt door Albert Bruggeman en zijn collega's van Heemkring Dorp en Toren uit Deerlijk.

De hoofdgetuige van het mirakel was Judocus Bulckaert (JB), echtgenoot van Jeanne Cloet en zoon van Pierre. Hij was een timmerman uit Kortrijk die in Deerlijk een eik had gekocht. De andere getuigen waren Valentin Bekaert (VB) uit Deerlijk, Marcus Van Marcke (MVM), Guillaume Vermandere (GV) uit Kortrijk, Pieter Wielandt (PW) uit Deerlijk, de pastoor Zacharius Waultier (ZW) uit Deerlijk. De getuigenissen dateren van eind 1639, net na de bouw van de kapel.

De getuigenissen zijn opgetekend door de Spaanse theoloog Matheo de Morgues van Portugese afkomst. De getuigen zijn de timmerman zelf en de mensen die hem die dag hielpen. Daarnaast wordt ook de pastoor gehoord en uiteindelijk neemt de bisschop van Doornik een beslissing.

De getuigenissen vertellen gedetailleerd het volgende. Het verhaal gaat over een timmerman uit Kortrijk die een eik (JB, VB, GV) kocht van het Assche hof ('Asschendries') in Deerlijk (JB, VB, GV). Tijdens het transport konden de paarden ineens de kar niet meer trekken, wat abnormaal was. Alle getuigen lijken het erover eens te zijn dat de koopman inderdaad Judocus Bulckaert (JB, VB, MVM, GV, PW) was. Laatstgenoemde voegde nog wat details toe, namelijk dat de boom zeven pond kostte en zo'n 180 bundels takken had (JB). Hij herinnerde zich ook dat het incident eind augustus 1634 plaatsvond, vier maanden na aankoop van de boom (JB). De andere getuigen herinneren zich dat het ongeveer vijf jaar voor de datum van hun verklaring was (MVM, GV, PW). Over de andere feiten zijn de getuigen het niet eens of weten ze niets meer. Over de afstand van de oorspronkelijke locatie van de boom tot waar het wonder gebeurde, beweert JB dat het 400-500 stappen is, terwijl PW beweert dat het 400-500 voet is. Zijn vermeende afstand betreft volgens JB het aantal stappen gemeten vanaf de Vierschaar van Assche. De andere getuigen beweren dat het incident plaatsvond waar nu (dus eind 1639) de kapel staat (VB, MVM), terwijl GV alleen beweert dat daar een Mariabeeld aan een boom hing. PW stelt duidelijk dat het gebeurde waar het Mariabeeld aan een eik hing en waar nu (dus eind 1639) de kapel werd gebouwd. GV beweert dat vier paarden zo'n boomstam meestal probleemloos op een kar trekken. De getuigen lijken het erover eens dat er niet vier maar vijf paarden werden gebruikt om de kar te trekken (JB, VB, MVM, GV, PW). Er is een grote onenigheid over het aantal mensen dat heeft geholpen: meer dan twaalf (VB), zestien (MVM), meer dan twintig (JB), veel (PW). Twee extra paarden werden geleverd (JB, VB, MVM, GV, PW) door een zekere Claes Montens (JB, MVM, GV, PW). Volgens JB en MVM interpreteerden de toeschouwers het incident als een wens van het Mariabeeld om een schuilplaats aangeboden te krijgen. De laatste zou moeten worden gemaakt van het hout van de getransporteerde eikenstam. Alleen JB voegt toe wie dat moest doen, namelijk iemand. De pastoor ZW zei dat hij van een zestigjarige parochiaan, Vincent de Cruce, had gehoord dat het beeld van de Maagd Maria al zo'n twintig jaar aan de boom hing en dat er al eerder een ander beeld was geweest.

## Oprichting van de kapel
Er bestaan drie hypotheses over de oprichting van de kapel. De oprichting gebeurde in 1639, zoals de muurankers op de voorgevel van de kapel aangeven. Uit één van de getuigenissen van het bisschoppelijk onderzoek naar het mirakel uit 1634, blijkt dat de Onze-Lieve-Vrouw-ter-Rustekapel er in oktober 1639 al stond.

### De Cassina Hypothese
Met betrekking tot het ontstaan van de kapel bestaat een verhaal, waarbij een zekere ridder de Cassina de kapel in 1639 liet bouwen. Navorsing heeft aangetoond dat dit verhaal verzonnen is, een legende, omdat de familie de Cassina pas in de 18de eeuw opdook in Deerlijk.
De legende werd in 1761 door de familie de Cassina vastgelegd (waarin ze pretendeerden er zelf deel van uit te maken) in een schilderij. Het door de Kortrijkse kunstschilder Dominicq Rathel gemaakte schilderij hangt in de Sint-Columbakerk, een kopie gemaakt door Aloïs Deknudt in de kapel.
De legende, in de persoon van de Cassina, gaat als volgt. Op een dag was het dochtertje van ridder de Cassina, heer van Deerlijk, ernstig ziek en er werd gevreesd voor het leven van het kind. Niet wetende hoe haar te genezen, deden de Cassina en zijn vrouw een belofte aan Onze-Lieve-Vrouw. Mocht Zij hun dochtertje genezen, dan zouden ze ter ere van Haar een kapel bouwen. Het hout van de grootste boom uit het bos zou daarbij gebruikt worden. Het kind genas, maar de belofte werd vergeten. 
Op een dag werden er bomen omgehakt in het bos op de vierschaar van Assche, eigendom van de Cassina. Deze bomen moesten weggevoerd worden om ergens anders verwerkt te worden, maar toen men de grootste boom wilde verplaatsen, bleek dit niet te lukken. Zelfs met zes paarden kreeg men de boom niet vooruit. Uiteindelijk werd besloten om hem middendoor te zagen en in kleine delen te transporteren. Terwijl men zaagde, viel er een Mariabeeldje uit. Bij het zien van dit beeldje herinnerde ridder de Cassina zich zijn belofte en liet op dezelfde plaats een kapel bouwen. Het Mariabeeldje is nu verwerkt in het altaar.

### De Kelduwier (solo) Hypothese
Van zodra historisch onderzoek gebeurde in de archieven, met betrekking tot de oprichting van de kapel, werd duidelijk dat Marguerite Kelduwier de oprichtster was. Dat is keer op keer herbevestigd en wordt door niemand gecontesteerd omdat zij als stichtster en eigenaar van de kapel duidelijk traceerbaar is in de archieven over de kapel. De archieven sluiten echter de betrokkenheid van derden niet uit, daar de archiefstukken enkel betrekking hebben op eigendomsrechten. De stelling dat Marguerite Kelduwier (solo) verantwoordelijk was, dus zonder betrokkenheid van bijvoorbeeld Antoni Desclergue, is de hypothese die vooral door Filip Benoit en collega’s wordt aangenomen.

#### Feiten
Marguerite Kelduwier richtte de kapel op, op een stuk grond dat Marguerite van haar ouders had geërfd.
De familie Kelduwier woonde tot 1579 op de Dries te Deerlijk, op vandaag Kapel ter Rustestraat nr. 1. Dramatische omstandigheden gedurende de godsdienst- en burgeroorlogen op het einde van de 16de eeuw, waarbij haar hele familie omkwam, maakten van Marguerite een heel rijk weeskind. Alle familiegoed kwam haar toe. Haar voogden, de familie Montens, plaatsten haar in een weeshuis of kostschool in Rijsel. Daar huwde ze omstreeks 1594 met Meester Jean du Bois, raadsheer en later rekestmeester van de Rekenkamer te Rijsel. In 1618 stierf Jean du Bois.
De bisschop van Doornik, Jacob Maximiliaan Villain de Gand, heeft in 1641 in de Onze-Lieve-Vrouw-ter-Rustekapel de oprichting van een kapelanie van Onze-Lieve-Vrouw ter Ruste bekrachtigd. De kapelanie werd gefinancierd met een eeuwigdurend hypothecair krediet waarmee Marguerite Kelduwier, die toen te Harelbeke woonde, haar vastgoed te Deerlijk had bezwaard en waarvan de jaarlijkse rente, een som van 200 florijn, aan de kapelanie toekwam.
Zijzelf en later haar erfgenamen werden hierdoor patroon van de kapelanie, waardoor zij het recht verwierven om aan de bisschop een kandidaat-kapelaan voor te dragen. Op deze manier werd haar zoon Walrand du Bois, priester – deken van het kapittel van Harelbeke –, er in juni 1641 de eerste kapelaan van.

#### Verband met het Mirakel in 1634
Mogelijk was Claes Montens, aanwezig tijdens het mirakel in 1634, verwant met Marguerite Kelduwier. Er wordt echter geen melding gemaakt van een of andere Kelduwier of du Bois als getuige van het mirakel, al is het wel deze familie die de erkenning ervan bij de bisschop aanvraagt in 1639.

#### Veronderstellingen en Mogelijke Motieven
De hoofdveronderstelling in deze hypothese is dat Marguerite Kelduwier (eventueel met haar zoon Walrand du Bois) in haar eentje op het idee kwam om een kapel te bouwen en helemaal alleen instond voor de verwezenlijking ervan. Deze veronderstelling is gebaseerd op het feit dat op de eigendomsakten, gezien zij de grond van de kapel bezat en de kapelanie die ze des gevolge financierde, enkel haar naam en deze van haar nakomelingen voorkomen.
Bij de aanhangers van deze hypothese wordt, gezien de kapel naar Onze-Lieve-Vrouw ter Ruste werd genoemd, ook verondersteld dat het mirakel in 1634 gebeurde ter hoogte van het kruispunt van de Kortrijkse Heerweg met de Marquettestraat. Dat staat echter niet expliciet vermeld in de gevonden akten, al kan het ook niet worden uitgesloten. Er wordt verondersteld dat op deze plaats in een boom al eeuwenlang een beeld van Onze-Lieve-Vrouw ter Ruste hing. Daar zijn geen bewijzen voor, al kan het niet worden uitgesloten. De getuigen melden wel dat het beeld waar het mirakel gebeurde al twintig jaar in de boom hing en dat er daarvoor mogelijk een ander beeld hing. De reden voor deze veronderstelling is dat de Marquettestraat door een domein liep dat de abdij van Onze-Lieve-Vrouw ter Ruste te Marquette (Markette) bij Rijsel in 1236 had verworven.
Er wordt verondersteld dat het oorspronkelijke retabel van de kapel een 17de-eeuws schilderij De Rust op de Vlucht naar Egypte was, waarop zowel de rustende Heilige Maria als Johannes de Doper staan afgebeeld,

en dat er van een houten retabel, zoals men in Spaanse kapellen aantreft, geen sprake was.
Margueritte Kelduwier zou ook enkele geloofwaardige motieven hebben gehad om de kapel te stichten. Er wordt verondersteld dat Marguerite Kelduwier, na de dood van haar ouders, in een weeshuis belandde als een soort verdoemenis en dat ze een slechte relatie had met de familie Montens met wie haar tante was hertrouwd. De bouw van een kapel zou dan een vorm van revanche geweest zijn. Het kan echter zijn dat het weeshuis of de kostschool waar ze belandde gekozen werd om haar degelijk onderwijs te bieden. De veronderstelde slechte relatie met de familie Montens zou te maken hebben met erfenisgeschillen, maar men kan uit akten niet noodzakelijk afleiden of het om een persoonlijk conflict ging, dan wel om een formaliteit en de procedurele toepassing van het erfenisrecht.
Wat vast staat is dat Marguerite Kelduwier en later haar erfgenamen door hun financiële inbreng patroon werden van de kapelanie, waardoor zij het recht verwierven om aan de bisschop een kandidaat-kapelaan voor te dragen. Op deze manier werd haar zoon Walrand du Bois, priester – deken van het kapittel van Harelbeke – er in juni 1641 de eerste kapelaan van.
Nauwelijks enkele maanden na juni 1641 zou Walrand du Bois deze kapelanie verruilen voor een prebende van het kapittel van Harelbeke die verbonden lijkt te zijn geweest aan een leerstoel aan de Universiteit van Leuven. Marguerite Kelduwier had met de bouw van de kapel en de stichting van de kapelanie dus meerdere doelen bereikt: de verering van Onze-Lieve-Vrouw ter Ruste, mogelijk een eerbetoon aan haar familie en haar geboortedorp en de financiële ondersteuning van de geambieerde carrière voor haar zoon Walrand aan de Universiteit van Leuven. Walrand slaagde er echter nooit in een leerstoel aan de Universiteit te Leuven te bemachtigen.

### De Desclergue & Kelduwier Hypothese

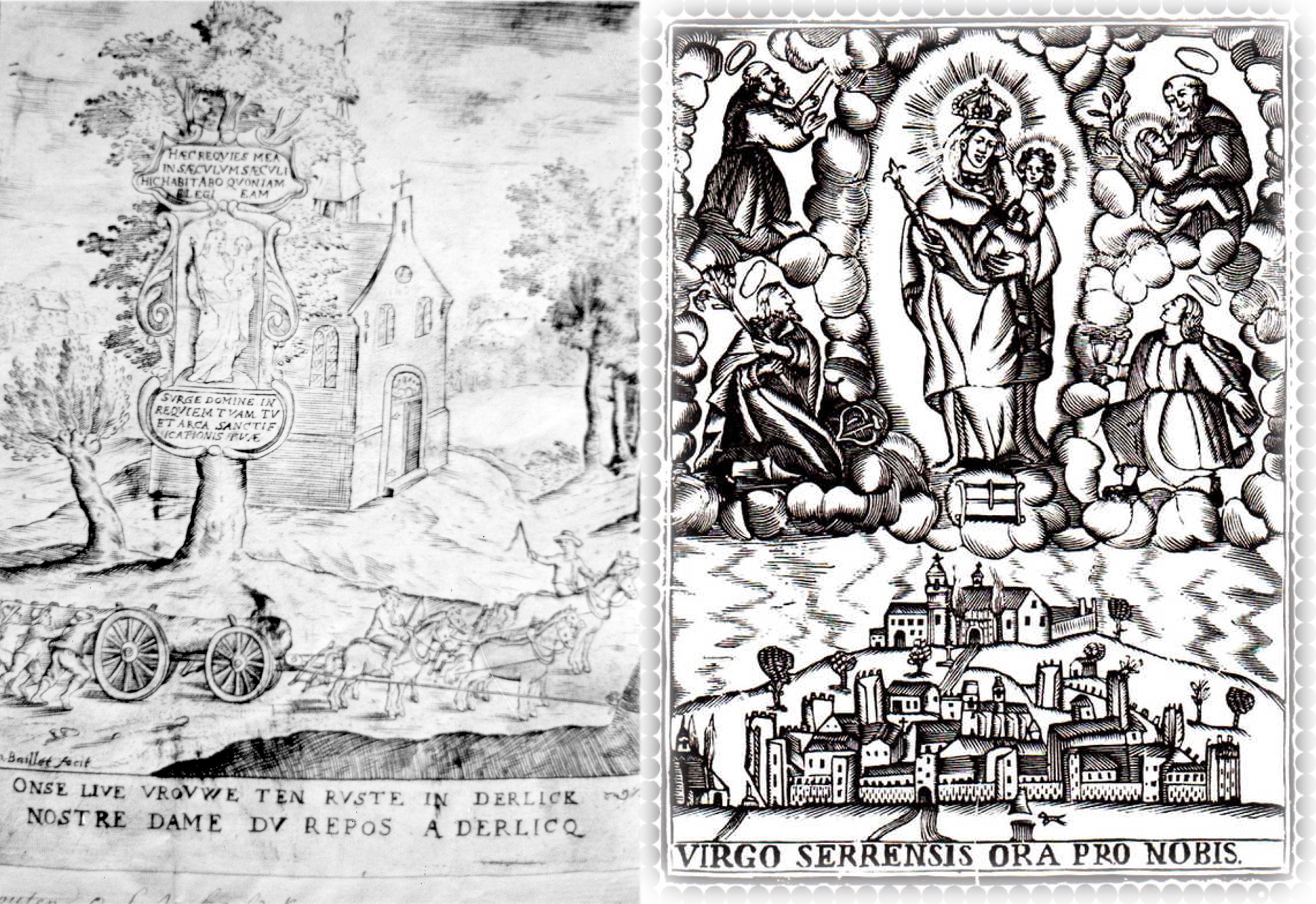
Onze-Lieve-Vrouw-ter-Rustekapel in Deerlijk, door Baillet, en Mare de Deu de la Serra in Montblanc.

Dit is de hypothese die Nico F. Declercq volgt in zijn boek The Desclergues of la Villa Ducal de Montblanc (2021). De hypothese valt moeilijker te bewijzen daar Antoni Desclergue nergens expliciet op de eigendomsakten en stichtingsakten voorkomt. Er zijn echter tal van indirecte aanwijzingen voor zijn betrokkenheid.
 
De hypothese contesteert niet dat Marguerite Kelduwier de kapel oprichtte (want daar bestaat niet de minste twijfel over), maar wel dat zij dat zou verwezenlijkt hebben in haar eentje, zonder een substantiële bijdrage door ridder Antoni Desclergue, een Spaanse edelman en natuurlijke zoon van Jeroni Desclergue. Er zijn op zijn minst aanwijzingen dat hij als bijdrage kunstwerken zou geleverd hebben.

#### Opmerkelijke gelijkenis van twee Ontstaanslegenden
De ontstaanslegende van de Onze-Lieve-Vrouw-ter-Rustekapel vertoont opmerkelijke gelijkenissen met de ontstaanslegende van het klooster in Montblanc, waar de Desclergues hun roots hadden. Daar wordt gezegd dat de Griekse prinses Irene Láscaris Montblanc passeerde op weg naar Zaragoza met een beeld van de Maagd. Op een heuvel vlak bij de stad Montblanc kwamen de ossen die de kar trokken niet verder. Dit feit werd geïnterpreteerd als het beeld dat op die plek wilde blijven. De prinses vroeg de toelating aan Jaume II om een klooster te mogen bouwen. Het was het jaar 1296 en sindsdien vereerden de Arme Clarissen het beeld van de Virgen de la Serra, die de patroonheilige van de stad werd en de reden voor grote toewijding van de bevolking.

De beide legendes handelen over een beeld dat er voor koos om ter plekke te blijven, nadat de trekdieren die een kar voorttrokken plots niet meer verder konden. De plaats waar het mirakel gebeurde iets buiten Montblanc is la Serra, want de heuvelkam betekent, maar ook de boomzaag.

#### Opmerkelijke gelijkenis van twee Mariabeelden

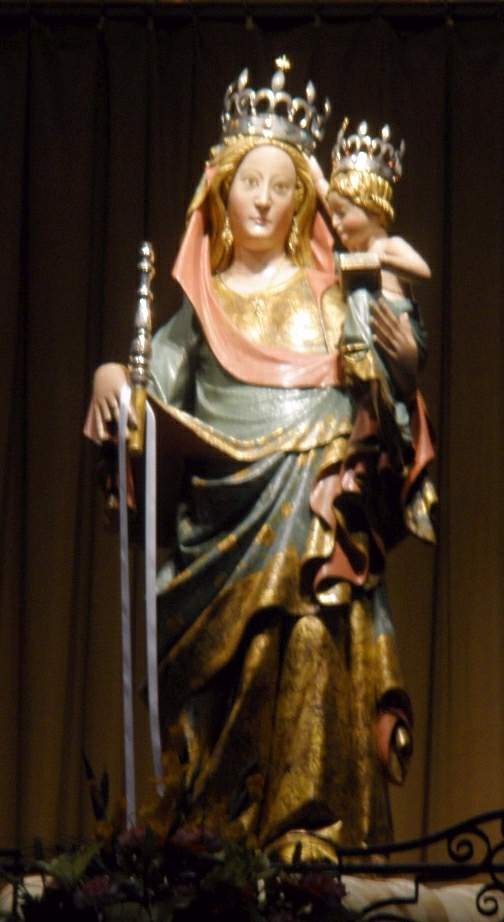
Het werkelijke Mariabeeld van het klooster La Mare de Deu de la Serra in Montblanc

De oudst gekende afbeelding van de Kapel-Ter-Ruste werd gemaakt in de 17de eeuw door Baillet. Daarop staat een kapel in Spaanse stijl en met een Mariabeeldje in de boom, sterk gelijkend op het Mariabeeld la Mare de Deu de la Serra in Montblanc. Ze houden beiden de scepter gelijk vast, het kindje Jezus staat op dezelfde hoogte, Jezus en Maria zijn beiden gekroond en het kindje Jezus houdt een boek vast.

#### Kinderen als middelpunt in Montblanc en Deerlijk
Over het oord van gebed Onze-Lieve-Vrouw-ter-Rustekapel, weet men dat de kapel druk werd bezocht door moeders met hun kinderen en dat de heilige beschermgodin er druk vereerd werd tegen het schreien van de kinderen en om gemoedsrust te bekomen.

Van het oord van gebed El monestir i la Mare de Deu de la Serra de Montblanc weten we dat in het klooster van de Serra in Montblanc een groen kruis en een polychroom beeld van de maagd van de Serra centraal staan. De legende over het ontstaan van het oord waar de ossen bleven stilstaan, vond plaats waar zich een groen kruis (la creu verdá) bevond op de heuvel. Dat kruis was daar geplaatst als aandenken aan vijf christelijke kinderen die er doodgemarteld werden, volgens het verhaal, door de Saracenen. 

Er worden vele wonderen toegeschreven aan het bedevaartsoord El monestir i la Mare de Deu de la Serra de Montblanc, vele in verband met kinderen, zoals bijvoorbeeld het verhaal dat er een overleden kindje weer tot leven zou zijn gewekt. 

#### Paranormale gebeurtenissen in Deerlijk en Montblanc
Behalve wonderen die met kinderen te maken hebben worden ook verschillende mirakels toegeschreven aan het klooster van la Mare de Deu de la Serra in Montblanc, zoals aureolen boven het klooster en lichtflitsen in en boven het klooster. Andere paranormale gebeurtenissen werden er ook opgetekend, zoals het op onverklaarbare wijze aansteken van een kaars en andere spookachtige gebeurtenissen en wonderen.

Toen Jeroni Desclergue sneuvelde in Oostende in 1604, was er in die periode een fel licht aan de hemel te zien, ontstaan door Keplers supernova SN1604. Het spreekt voor zich dat Spanjaarden uit Montblanc een verband zagen met hun thuisstad. Het verschijnen van lichtflitsen is trouwens een verhaal dat ook in Deerlijk heel lang leefde onder de bevolking. Leon Defraeye noteerde enkele getuigenissen, zoals: Het spookte in de kapel… Des avonds zag men licht in de kapel en men hoorde getouwen werken…  De paranormale verschijnselen op zich kunnen uiteraard in vraag worden gesteld, maar het opmerken en het doorvertellen ervan hebben mogelijk met een traditie te maken waarin kennis over verhalen uit Montblanc zich mengde met vertellingen over de kapel in Deerlijk. Wie door de verhalen lichtflitsen verwachtte zal er mogelijk ooit wel eens gezien hebben…

#### Feiten over Jeroni Desclergue y Cortés

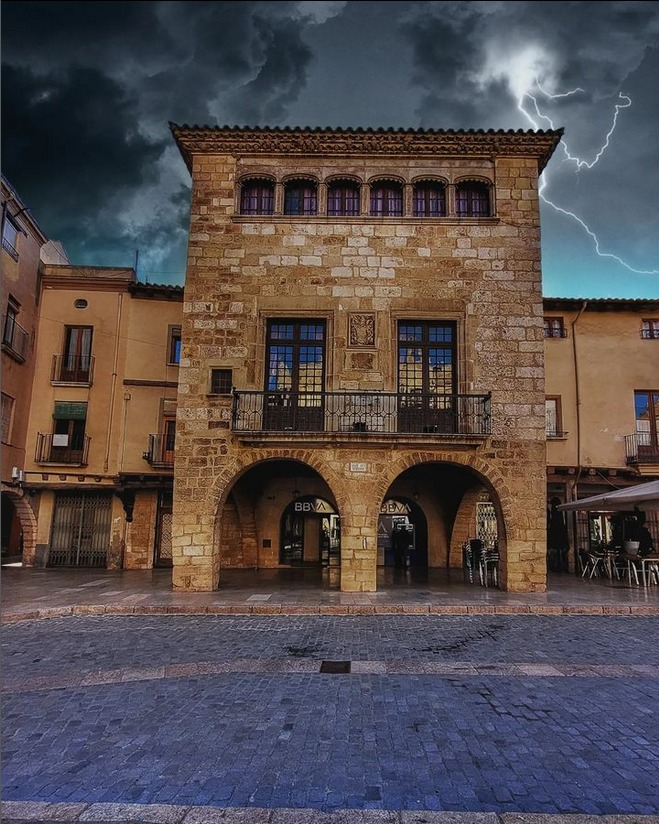
Casal dels Desclergue in Montblanc, Tarragona. Credit: Josep M Cartanya Roca.

Jeroni Desclergue y Cortés is de vader van Antoni Desclergue die in verband wordt gebracht met de bouw van de kapel in Deerlijk. Jeroni was de broer van Enric Desclergue y Cortés. Hun ouders waren Bonaventura Desclergue y Cortés en Maria Anna Desclergue y de Ojeda, een gezin in Montblanc, niet ver van Tarragona in Spanje. 
:172

Na de dood van hun moeder hertrouwde Bonaventura met Ana Ratera en kwamen er nog 3 half-siblings 
:173, namelijk Antoni Desclergue y Ratera (Antoni senior), Francesc Desclergue y Ratera en Francisca Desclergue y Ratera. Het waren de drie broers Jeroni
, Enric en Antoni (senior) die militair werden en naar Vlaanderen kwamen tijdens de 80-jarige oorlog.

Jeroni Desclergue

werd geboren in Montblanc rond 1566 en werd geridderd door koning Filips III van Spanje. Hij diende de Spaanse Koning zowel in Vlaanderen als in Catalonië. Jeroni kwam in Vlaanderen aan in 1587,
:67
en arriveerde vervolgens vanuit Gent in Harelbeke via de Leie, in 1589 samen met Carlos Coloma de Saa.

Hij keerde in 1598 tijdelijk terug naar Spanje en kwam op 14 oktober 1598 aan in Barcelona om er te werken in dienst van de Hertog van Feria.
:231
:83

Het jaar daarop nam hij als edelman deel aan de Corts van Barcelona, in 1599.
Toen Jeroni in 1598 naar Spanje vertrok, was hij niet de enige die terugkeerde. Carlos Coloma de Saa, ging ook terug, en hij werd gouverneur van Roussillon (toen in Catalonië) in 1600 tot 1611 en Onderkoning van Mallorca van 1611 tot 1617. In 1617 keerde laatstgenoemde terug naar Vlaanderen, en het is toen dat Jeroni's zoon Antoni, die in verband wordt gebracht met de kapel in Deerlijk, als militair werd gerekruteerd om zich bij Carlos Coloma in Cambrai aan te sluiten. 
Lorenzo Suárez de Figueroa y Córdoba, de 2e Hertog van Feria, was ambassadeur van Felipe II en Felipe III, en hij was ook de Onderkoning van Catalonië en Sicilië. Hij bekleedde zijn positie als Onderkoning van Catalonië tot 16 april 1602 en verloor deze positie door een conflict met de Corts.

Er ontstond een conflict tussen de Onderkoning van Catalonië en de Corts vanwege bepaalde wetten die door de Corts werden bekritiseerd en die de Onderkoning interpreteerde als ongehoorzaamheid en resulteerde in de opsluiting van bepaalde waardigheden. Het leidde tot het ontslag van de hertog als Onderkoning op 16 april 1602. De aartsbisschop van Tarragona verving hem.

Plotseling geconfronteerd met deze verstoring, stuurde Jeroni Desclergue zijn vrouw Felipa de Montoya, de 14-jarige dochter Juana (geboren in Gent) en de 7-jarige dochter Anna (geboren in Kortrijk), en hun pasgeboren zoon Antoni Desclergue terug naar Doornik in België. Felipa’s broer en militair, Jeronimo de Montoya, vergezelde hen. Antoni werd daar gedoopt, direct na hun aankomst, op 26 juni 1602. Jeroni Desclergue vroeg ondertussen om een nieuwe functie in de Spaanse Nederlanden en werd door Zijne Majesteit Koning Felipe III van Spanje in Madrid uitgenodigd om verdere instructies te ontvangen. Op 2 juni 1602 kreeg hij het verzoek soldaten te rekruteren voor Vlaanderen en hij zou dus pas naar Doornik terugkeren als hij dit doel eind 1602 met succes had bereikt.
Jeroni stierf in 1604, tijdens het Beleg van Oostende
:195

Kampmeester Antuñes, gevestigd in Doornik, was er namelijk ver opgeschoven in de richting van het nieuwe fort van de belegerden in Oostende, nadat hij begin september een mijn had gegraven, die hij met vuur had geopend. Het speelde zo treffend dat een Engelse vijandelijke luitenant, genaamd Benethon, een sergeant, en ongeveer veertig soldaten daar stierven. Nadat hij de opening had gezien, rukte Don Jeroni Desclergue prompt op met zijn compagnie om de bres te versterken, in navolging van het bevel van Kampmeester Antuñes. Het was echter te vroeg en dus werden de belegerden, door een daaropvolgende ontploffing, er levend begraven, kapitein, vaandrig, sergeant en soldaten. Het betekende de dood van Jeroni Desclergue waardoor Antoni Desclergue een half-wees werd, de overlevende zoon van een gelauwerde Spaanse militair.
Dat Jeroni Desclergue een bloeiende militaire carrière heeft gehad, valt te achterhalen uit de vele getuigenissen uit deze periode, inclusief getuigenissen uit Kortrijk en Doornik. In het bijzonder vermelden we de getuigenis van Albrecht Aartshertog van Oostenrijk (Brussel), die Jeroni Desclergue op 22 december 1597 verlof verleende uit het leger, in Brussel, waarna hij kon terugkeren naar Spanje.
:221-222

 
Het document
:222
vertelt dat verschillende belangrijke personen de gekwalificeerde diensten van Jeroni Desclergue onderschreven, in het bijzonder, Hernan Tello Portocarrero (Doullens),

Antonio Mosquera (Brussel),

Rafael Ruis de Terrades (Brussel),

Andrés Ortiz (Brussel),

Manuel de Vega Cabeza de Vaca (Santiago, Brussel),

Gerónimo Garrafa (Brussel),

Caspar Sapena (Mechelen),

Alonso de Mendoza (Cambrai),

Ruis del Villar (Maubeuge)

Francisco del Arco,

Alonso de Ribera (Brussel),

Iñigo Distaola (Kortrijk),

Simón Antúnez (Doornik).

Het document verduidelijkt dat Jeroni Desclergue in Vlaanderen was van 1587-1598 en vervolgens van 1601-1604
:49-88
Zijn loopbaan was begonnen in 1587, toen hij militair werd als hoofd van de infanteriecompagnie van Lluís de Queralt (een Catalaan). Hij ging naar Vlaanderen, waar hij bleef tot 1598, waarna hij terugkeerde naar Catalonië. In Vlaanderen trad hij toe tot het gezelschap van Diego de Durango, van de tercio van Luis del Villar.

Jeroni Desclergue nam deel aan de verovering van Geldern in 1587, het Beleg van Bergen op Zoom in 1588, de poging tot verovering van Oostende in het voorjaar van 1589, het Beleg van Heusden, Heel en de Bommelerwaard in 1589. Hij vertrok op missie in december 1589 vanuit Harelbeke en Kortrijk en nam deel aan de aanval op de vesting Noordam in 1590 bij Zevenbergen, de aanval op het bezette Oudenburg in 1590, het ontzet van la Ferté-Milon in 1591, de bevrijding van het kasteel van Westerlo in 1591,

de verdediging van Nijmegen in 1591, de verdediging van Steenwijk in 1592, het Beleg van Coevorden in 1593-1594, de verovering van La Capelle en het verlies van Laon in 1594, de verovering van Hoei in het voorjaar van 1595, het Beleg van Le Catelet, Doullens en Cambrai in de zomer van 1595.
Tijdens het Beleg van Cambrai werd hij door een pijl in zijn gezicht gewond. Toch droeg hij ondanks zijn verwondingen bij aan het veroveren en vervolgens verdedigen van de stad.

Hij werd verzorgd in het ziekenhuis van Saint-Jean in de Citadel van Cambrai in 1596, toen Jacob Maximiliaan Villain de Gand er priester was. Het was aan dat ziekenhuis dat zijn zoon Antoni Desclergue in 1641, namens zijn vader Jeroni, een financiële schenking deed na een verblijf in Spanje en vlak nadat de Kapel ter Ruste was opgericht in Deerlijk. 

Daarna nam hij nog deel aan het Beleg van Calais en Ardres in 1596, het Beleg van Hulst in 1596, de veldslagen van Turnhout, Alphen en Moers in het noordoosten, in 1597, en de verrassende verovering van Amiens in het zuiden in 1597.

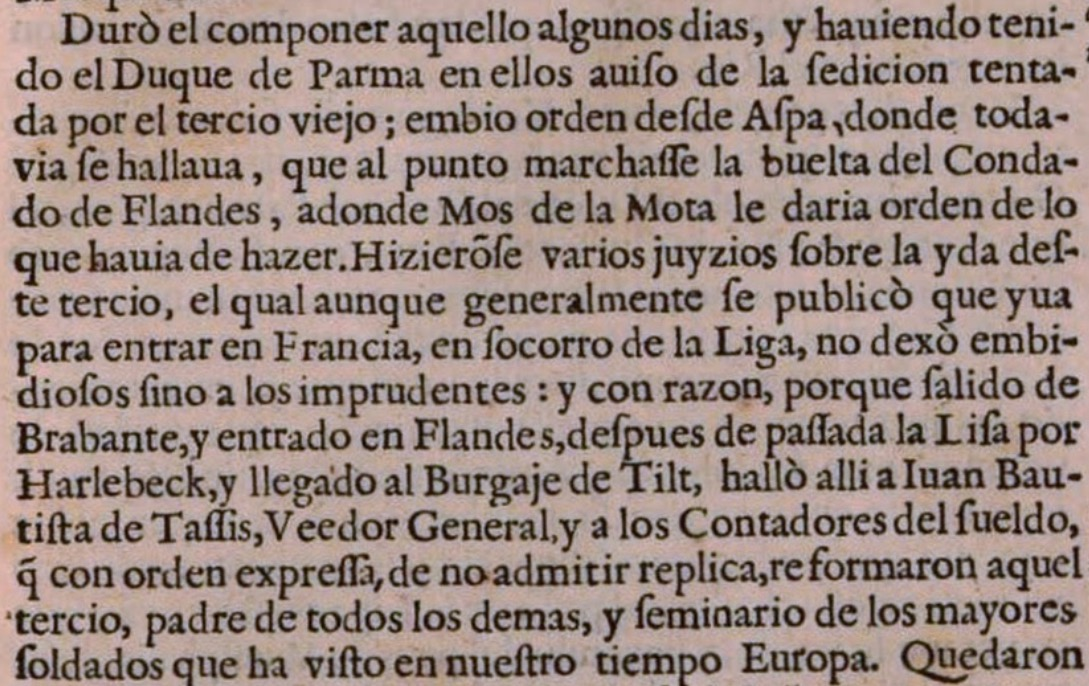
De komst van Carlos Coloma de Saa, Jeroni Desclergue en vele anderen in de Kasselrij van Kortrijk, in het bijzonder in Harelbeke, in 1589.
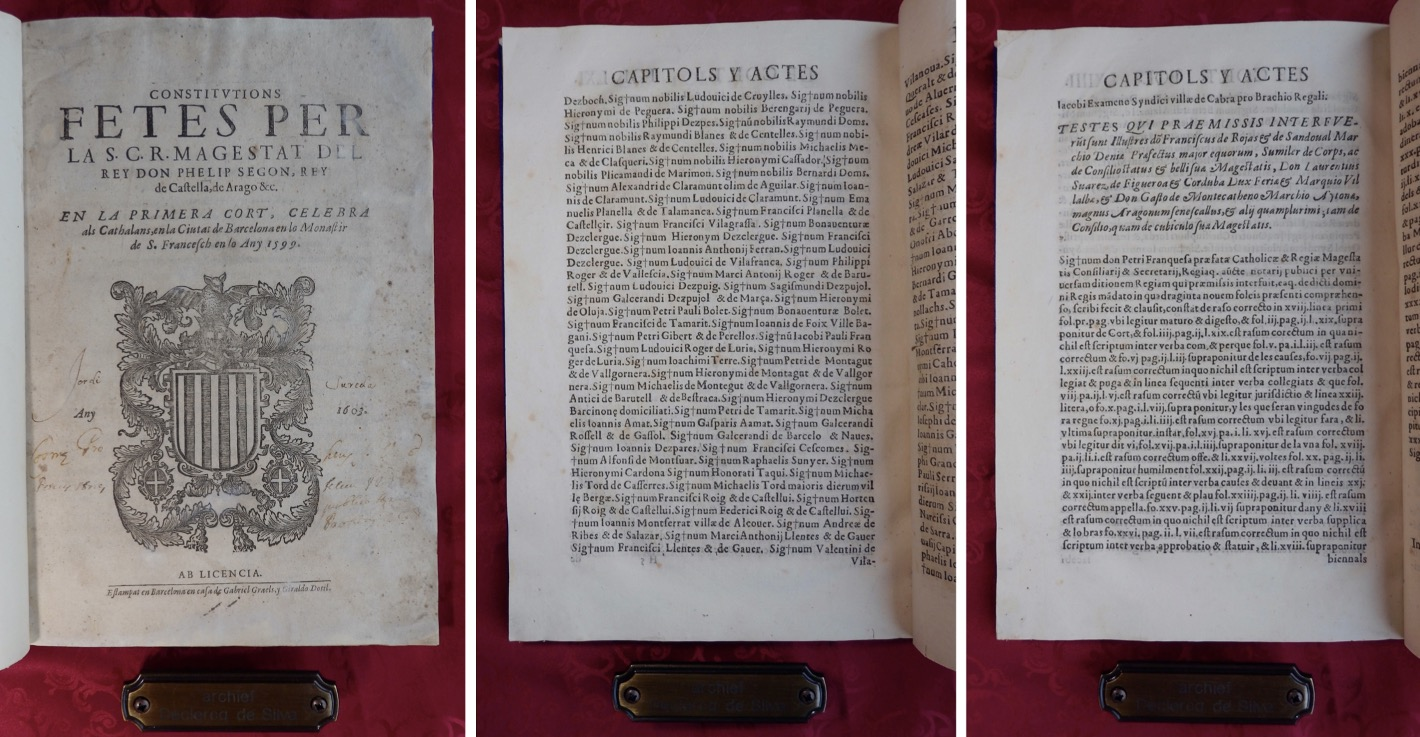
Het Catalaans wetboek uit 1603, waarvan de wetten geformuleerd werden in Barcelona in 1599, tijdens de ‘Corts’, waaraan de Desclergues, inclusief Jeroni Desclergue, deelnamen, zoals op deze facsimile te lezen valt.
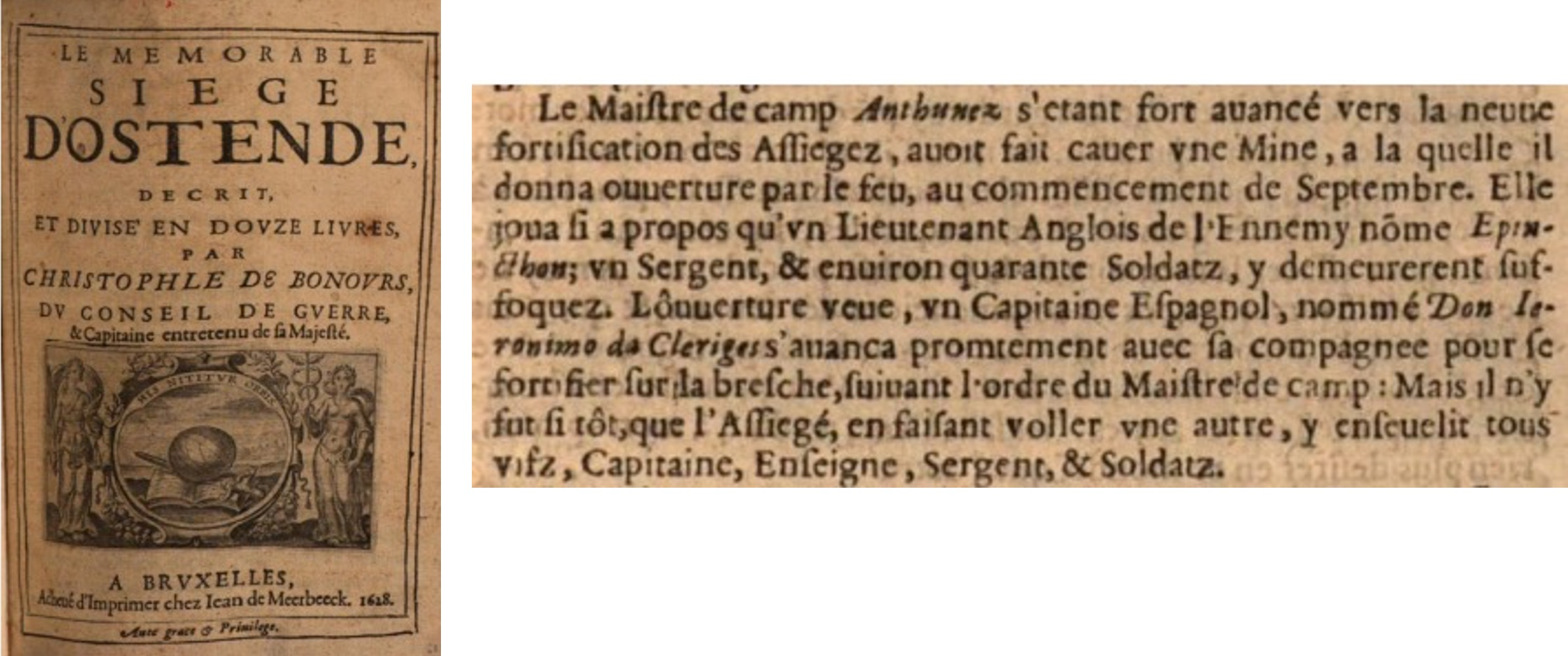
Een beschrijving van de dood van Jeroni Desclergue in Oostende in 1604.
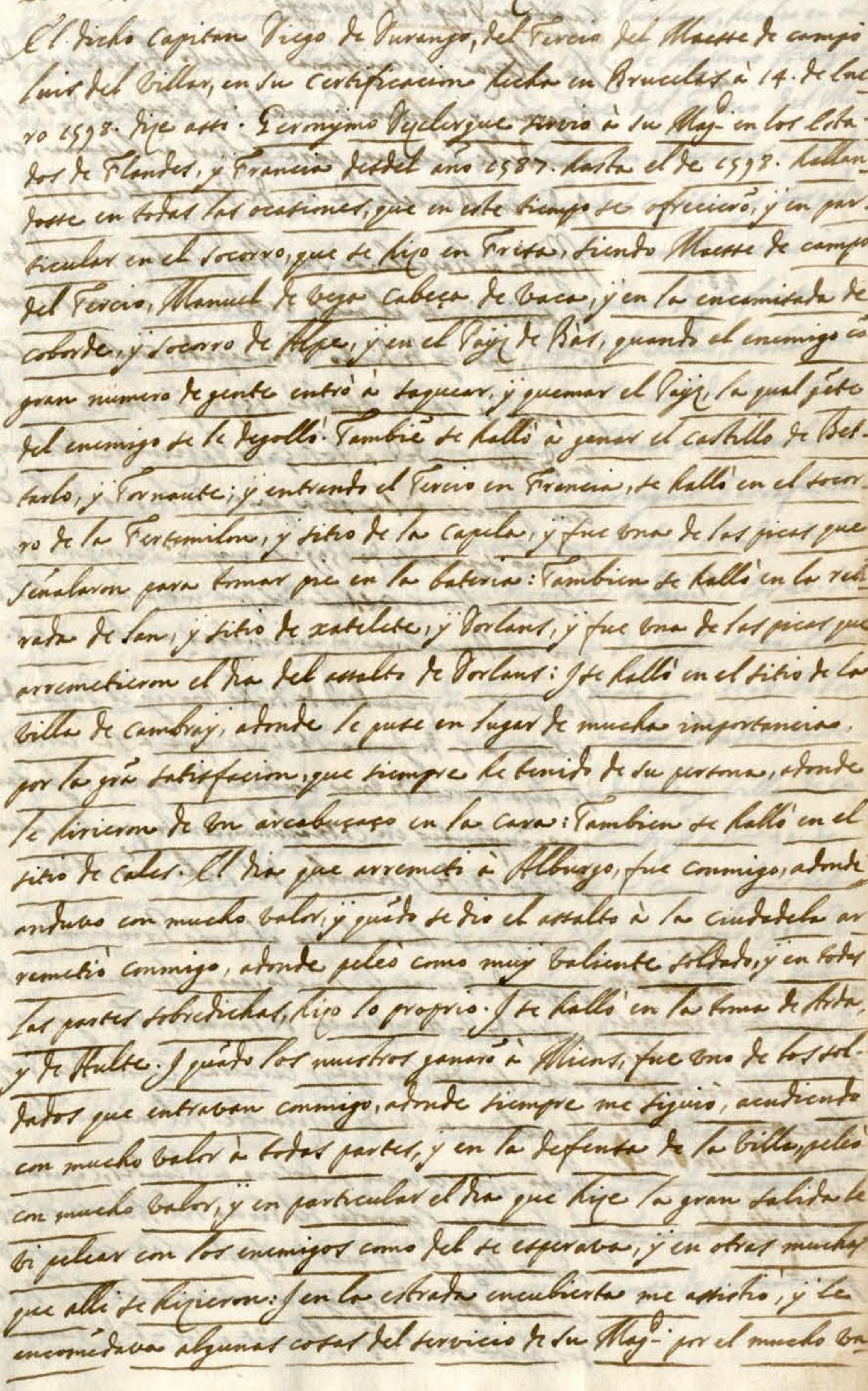
Vermelding dat Jeroni Desclergue, vader van Antoni Desclergue, rond Harelbeke verbleef.
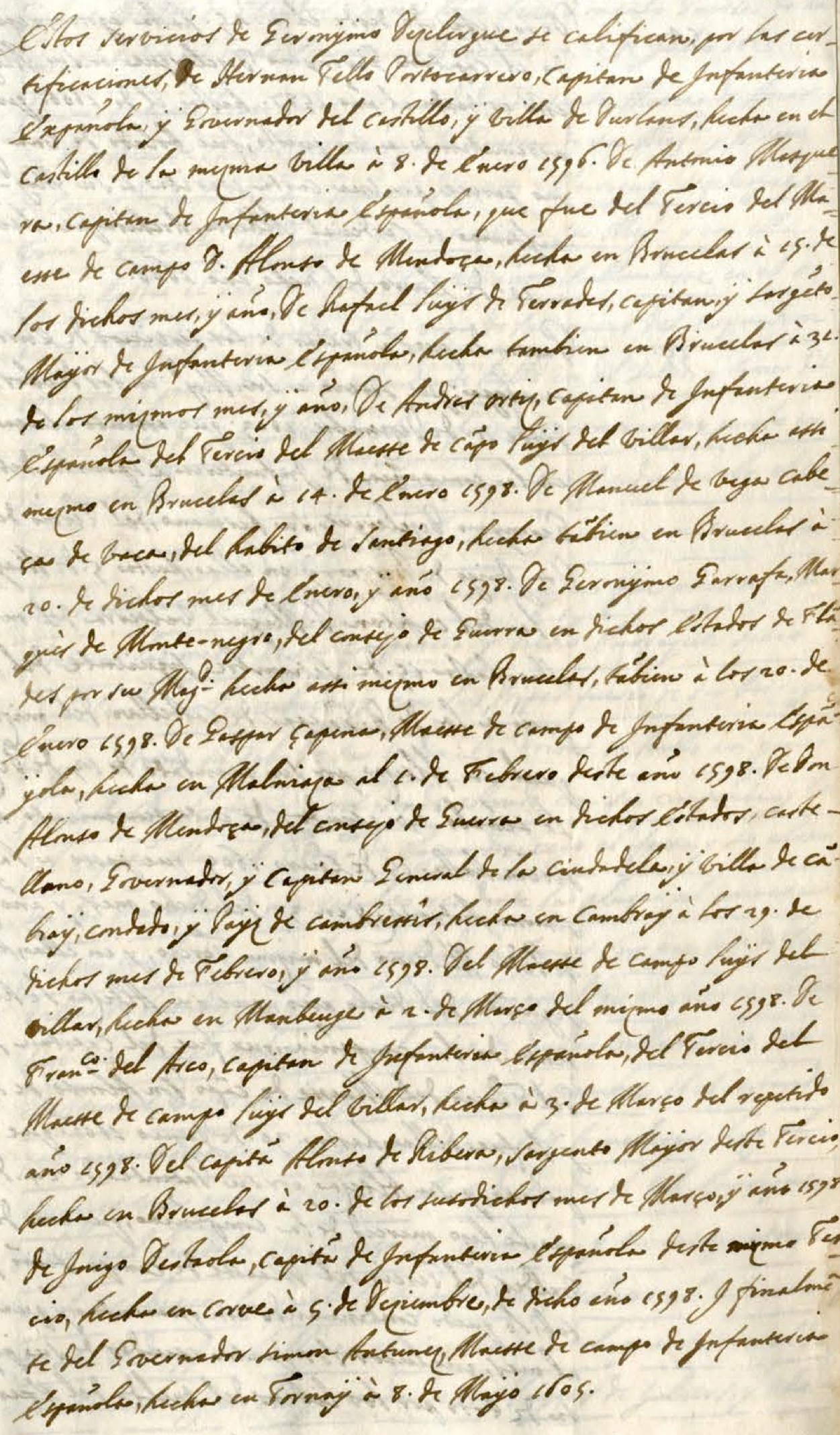
Getuigenissen verzameld door aartshertog Albrecht, over Jeroni Desclergue, onder meer in Doornik en Kortrijk.

#### Feiten over Antoni Desclergue y de Montoya

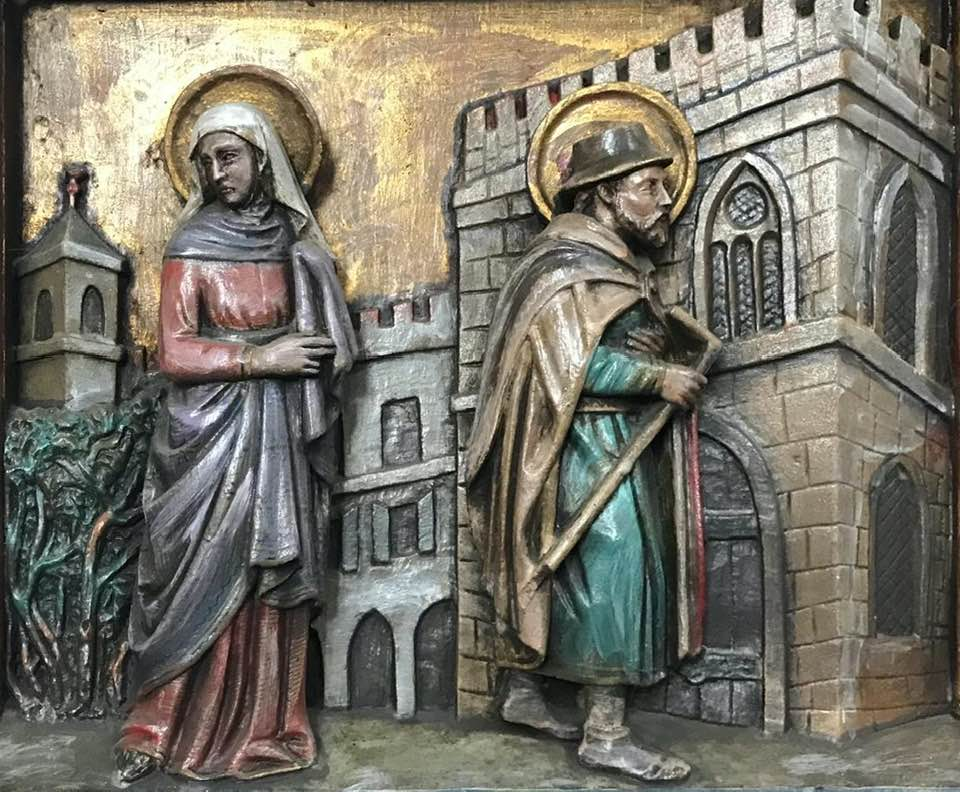
Dit polychrome paneel bevindt zich als een nis in de zuidelijke binnenzijgevel van de Onze-Lieve-Vrouw-ter-Rustekapel te Deerlijk. Het toont de Plaza Mayor van Montblanc, Tarragona, rond 1640. Men kan de kerk van Sant Miquel, de Casal dels Desclergue, Cal Malet en ook de bomen zien die vandaag de dag nog steeds voor schaduw zorgen tijdens hete zomers. Het betreft een aanzicht vanaf de kant van het stadhuis.

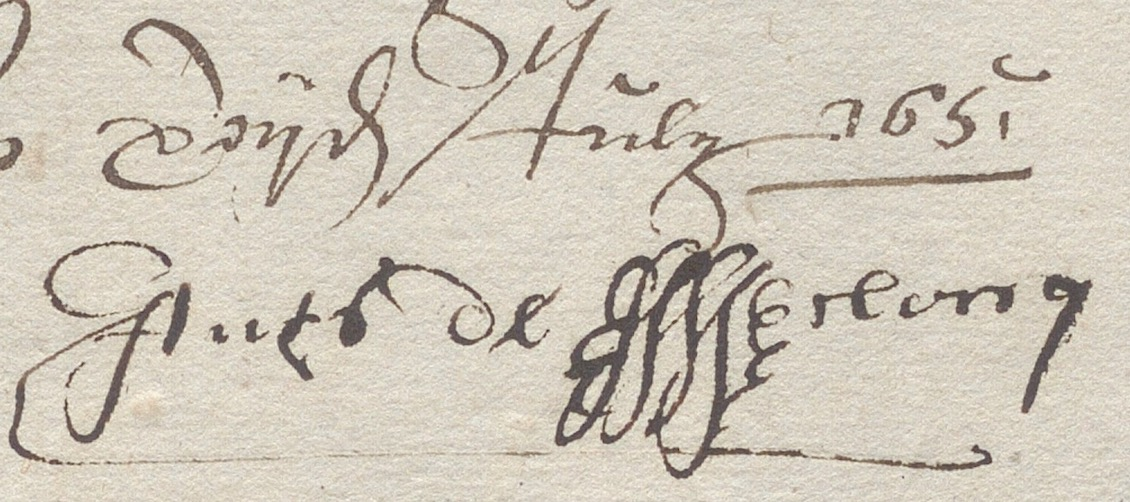
De handtekening van Antoni Desclergue in juli 1651. Tussen zijn voornaam en de Vlaamse versie van zijn familienaam voegt hij een signatuur toe waarin men links een sierlijke C en rechts RF kan herkennen, een acroniem dat ook op één van de polychrome bas-reliëfs in de kapel ter ruste is te zien.

Antoni Desclergue y de Montoya was de zoon van Jeroni Desclergue y Cortés
:55
en Felipa de Montoya en dus de (half)neef van Antoni Desclergue y Ratera (Antoni senior). Zijn nonkel langs moeders zijde was Jeronimo de Montoya, eveneens een militair.
Francesc de Pedrolo y Desclergue:178, een kleinzoon van Francesc Desclergue en peetzoon van Antoni Desclergue, werd de eerste archivaris van de familie en het zijn diens aantekeningen die bewaard gebleven zijn in de archieven van de familie de Pedrolo die men nog vindt in het Arxiu comarcal de Tàrrega in Tàrrega, in Spanje.

De familie Desclergue en hun genealogie zijn goed gekend in Spanje.
:71
:80

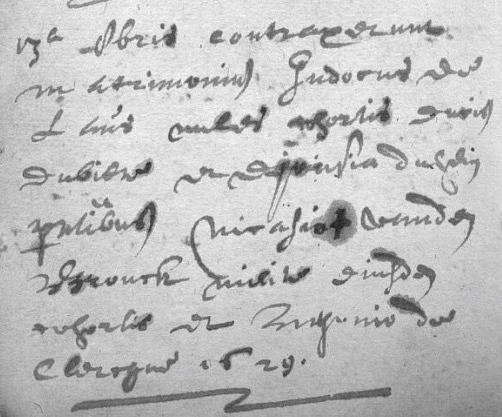
Wingene, in de Kasselrij van Kortrijk, 13 oktober 1629. Vijf jaar voor de gebeurtenis in Deerlijk en 10 jaar voor de bouw van de Onze-Lieve-Vrouw-ter-Rustekapel was Antoni Desclergue er getuige, samen met een andere militair, op het huwelijk van een collega-militair José Delos.

Toen Antoni's natuurlijke vader Jeroni Desclergue stierf in Oostende in 1604, werd Antoni op tweejarige leeftijd halfwees. Zijn moeder hertrouwde in Vlaanderen en zijn stiefvader, Jan, ving hem op als was hij zijn eigen zoon. In zijn boek

beschrijft Declercq dat Antoni wegens zijn Spaanse origine, geboren zijnde in Barcelona in 1602 uit twee Spaanse ouders, en toepassing van de principes van de School van Salamanca, lokaal als wettelijke zoon van Jan door het leven ging in het bekomen van poorterij- en andere rechten.

Men merkt ook dat hij lokaal soms als 'Declercq', 'Declercque' en soms als 'Leclercq' door het leven gaat, terwijl hij in Spanje 'Desclergue' wordt genoemd.
Antoni Desclergue werd door Carlos Coloma de Saa

in het Spaanse leger gerekruteerd in Vlaanderen, mogelijk daartoe aangezet door een komeet die als een zeer heldere ster aan de hemel te zien was rond Kerstmis in 1618 die Antoni ongetwijfeld verbond met de supernova die te zien was toen zijn vader in Oostende stierf in 1604. 

Antoni Desclergue bracht zijn jeugd grotendeels door tijdens het Twaalfjarige Bestand (1609-1621). Als jonge militair was het voor hem waarschijnlijk een relatief kalme tijd. Toen het bestand afliep in April 1621, kon hij daadwerkelijk in de voetsporen van zijn vader treden, de eerste decennia voornamelijk tegen de Noordelijke Nederlanders en later tegen de Fransen. Sporen van Antoni werden bijvoorbeeld gevonden in Wingene in het Noorden van de Kortrijkse Kasselrij, waar zijn oom Enric Desclergue eveneens verbleef. 

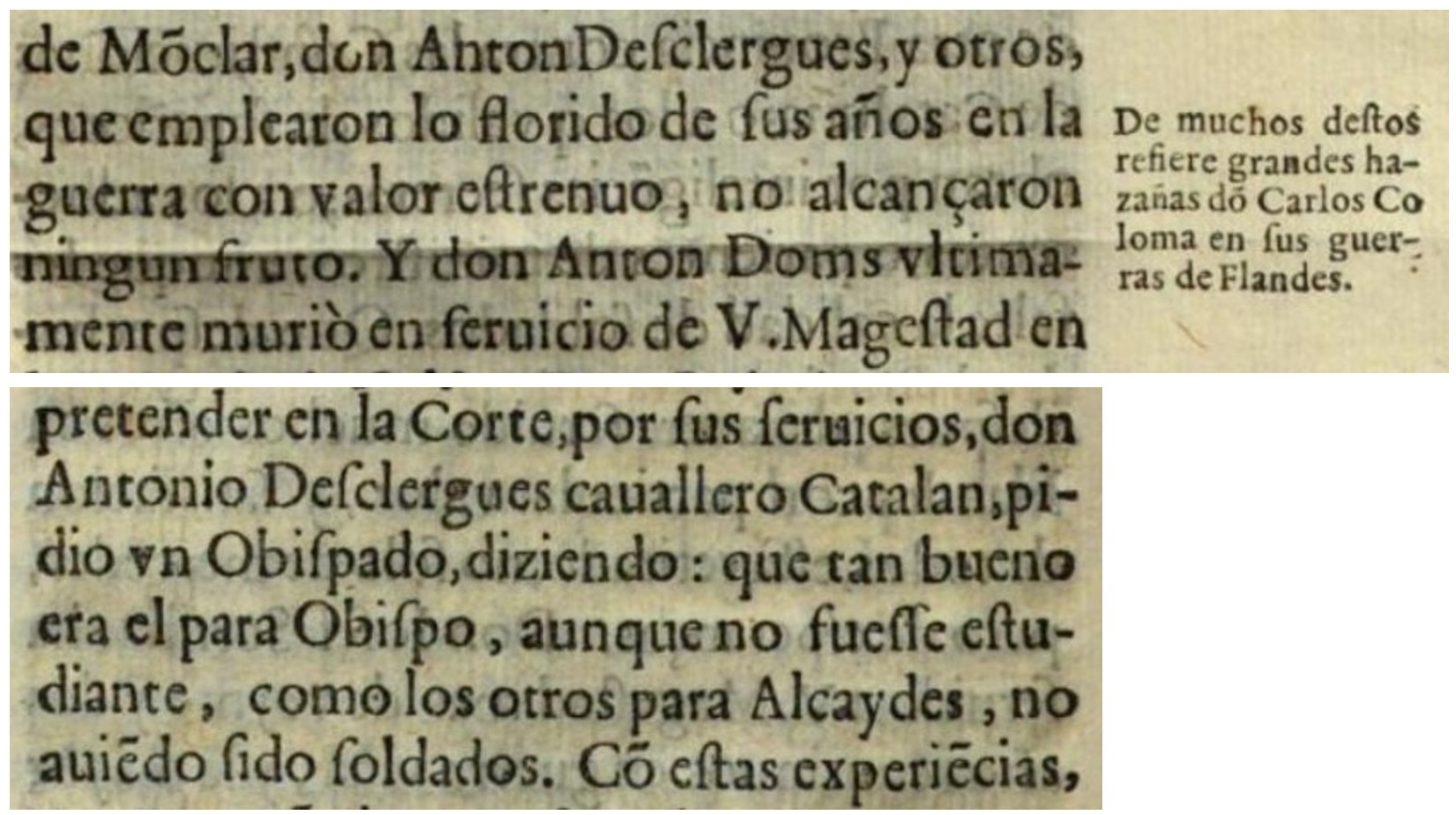
Citaten uit het boek Proclamacion Catolica a la Magestad Piadosa de Felipe El Grande, Rey de las Españas, y Emperador de las Indias, Nestro Señor. Los Coselles, y Consejo de Ciento de la Ciudad de Barcelona. Con licencia en Barcelona, en casa de Iayme Matevad. Impresor de la Ciudad y su Uniursidad. Año 1641. Antoni Desclergue had toen reeds, afgerond, 22 jaren gediend in het Spaanse leger in Vlaanderen, zo blijkt, en was er actief onder de leiding van Carlos Coloma de Saa die hem gerekruteerd had. Deze laatste was een leeftijdgenoot van Antoni’s vader Jeroni en beiden kwamen naar de Kasselrij Kortrijk in 1589

Als militair nam Antoni Desclergue deel aan het Beleg van Gulik in 1621-1622, het Beleg van Bergen op Zoom en Steenbergen, 1622, het Beleg van Breda, 1624-1625, de verdediging van ’s Hertogenbosch in 1629 en Brugge in 1631.
Tijdens de periode 1639-1641, toen de kapel in Deerlijk werd opgericht, was Antoni Desclergue in Spanje. In 1641 verscheen hij in de literatuur als een referentie in een Catalaanse aanklacht tegen de Spaanse Koning Filips IV, in het Frans, 

het Nederlands.
 
en het Spaans.

Het was een nogal tumultueuze tijd in 1639-1641, met verhoogde spanning tussen Frankrijk en Spanje in Catalonië. Antoni werd waarschijnlijk om verschillende redenen naar Spanje gestuurd. Hij werd namelijk geboren in Barcelona waardoor de Spanjaarden hem dus zeker als een van de hunnen beschouwden, en hij sprak bovendien vloeiend Frans en vanzelfsprekend ook Catalaans en Castiliaans. Hij had ook relevante ervaring in de strijd tegen de Fransen. Zoals typerend was voor het leger, ging hij met zijn hele gezin naar Spanje en waarschijnlijk met enkele door hem gerekruteerde soldaten. Dit was een tijd waarin soldaten vanuit de Zuidelijke Nederlanden en Italië en andere plaatsen naar Spanje werden gestuurd. Bovendien was in 1640 een Corts gepland in Montblanc in de Sant Miquel kerk. Deze Corts zou echter op het laatste ogenblik afgeblazen worden en de onvoorziene Catalaanse Opstand zou de bedoelingen van de Desclergues veranderen. Inderdaad, de Guerra dels Segadors begon in mei 1640, waardoor Antoni's gezin vervroegd terugkeerde in 1640 en Antoni met medemilitairen in 1641.

De terugkeer van Antoni naar Vlaanderen vond plaats toen de Catalanen voor een korte periode een republiek vormden onder de soevereiniteit van de Franse koning. Catalonië werd dus de facto Frans in januari 1641 en de Franse koning Lodewijk XIII werd zelfs Graaf van Barcelona.

Pas in 1652 zou Catalonië opnieuw worden opgenomen in de Spaanse Monarchie.
Terwijl hij, in het stichtingsjaar van de kapel, in Catalonië was, woonde Antoni Desclergue in 1639 het huwelijk bij van Isabel Desclergue en Jacint de Pedrolo en begin 1640 het doopsel van hun kind.
 Zoals hierboven al vermeld, schonk hij bij zijn terugkeer een som geld aan het hospitaal waar zijn vader Jeroni was verzorgd in Cambrai in 1596. Er wordt in de hier beschreven hypothese ook aangenomen dat Antoni ook de artefacten meebracht voor de Onze-Lieve-Vrouw-ter-Rustekapel.
De militaire loopbaan van Antoni Desclergue na 1641 was minder intens, maar toch noemenswaardig. We denken bijvoorbeeld aan de slag bij Honnecourt-sur-Escaut in 1642, de Spaanse nederlaag bij Rocroi in 1643 en mogelijk ook het beleg van Barcelona in 1652.
Antoni Desclergue maakte nog de Devolutieoorlog (1667-1669) en de Hollandse oorlog (1672-1678) mee. Voor de Devolutieoorlog rekruteerde hij militairen voor het Spaanse regime. In het conflict tussen de Hollanders en de Fransen (1672-1678) vluchtte hij met zijn familie uit de Kortrijkse Kasselrij en woonde hij tijdelijk in Gent, waar hij bescherming genoot in het Spanjaardenkasteel aldaar. Na de Vrede van Nijmegen bezocht hij nog eens Spanje in 1679.

#### Feiten over Maximilien II Villain de Gand
Jacob Maximiliaan Villain de Gand (1569 – Doornik, 29 november 1644) was bisschop van Doornik.
Het eerste aspect dat hij gemeen had met Antoni Desclergue was dat zijn moeder ook Felipa of Philipote heette. Zijn opleiding zorgde ervoor dat hij beter op de hoogte was van het grote Spaanse rijk in vergelijking met de meeste lokale bewoners in Vlaanderen. Zo studeerde hij aan de Universiteit van Pont-à-Mousson, tussen Metz en Nancy en aan de Universiteit van Douai. Mgr. Villain de Gand stond in de literatuur bekend als een vroom persoon die zijn prerogatieven resoluut uitoefende en conflicten niet schuwde zoals met het collegiaal kapittel van Doornik, de Dominicanen van Rijsel of zelfs nuntius Richard Pauli Stravius. Hij was een man die niet onderworpen was aan bankiers of andere aardse machten. Zijn karakter wordt onthuld waar hij weigerde een sleuteldocument te ondertekenen. Dat Mgr. Villain de Gand een man van principes was, wordt ook weerspiegeld in zijn geschreven werken. Zo is Manuale pastorum ad usum ecclesiarum civitatis et dioecesis Tornacensis (1625) een handleiding voor priesters in het bisdom Doornik, Speculum sacerdotum (1634) wijst op de morele plichten van priesters, terwijl Methodus sacrum Missae sacrificium celebrandi romano ritu (1641) vertelt hoe men opnieuw de mis in de rooms-katholieke kerk moet vieren. Voordat hij bisschop van Doornik werd, aangesteld door Aartshertog Albrecht en daardoor de Spaanse overwinning in Oostende van 1604 nauw aan het hart droeg, was hij priester en later kanunnik te Cambrai sinds 12 december 1587, en spoedig daarna ook lid van de collegiale kapittel van Doornik. In Cambrai werd Antoni's vader, Jeroni, in het ziekenhuis opgenomen nadat de Spanjaarden de stad met succes op de Fransen hadden heroverd in 1596. De promotie tot bisschop van Doornik vond plaats in 1616. Kort daarna, in 1617, werd Carlos Coloma de Saa de gouverneur van Cambrai. In 1641 schonk Antoni Desclergue geld aan het Sint-Janshospitaal van Cambrai namens zijn vader, Jeroni. Maximiliaan II Villain de Gand was verbonden met de Merodes van Westerlo.
 We beschreven hoe Jeroni Desclergue in 1591 het kasteel van de Merode bij Westerlo had bevrijd. Als auteur publiceerde Villain begrafenispreken voor Aartshertog Albrecht (1621) en Aartshertogin Isabella (1633), evenals een pastoraal handboek (1625). Hij hield ook de begrafenisrede van Albrecht van Oostenrijk. Hij stond aan de wieg van de oprichting in Lille in 1627 van een klooster van boetvaardige nonnen, bekend als kapucijnen, een orde gecreëerd door Françoise de Saint-Omer.
Maximiliaan II Villain de Gand was in zijn rol als bisschop van Doornik de kerkelijke overste die het wonder van Deerlijk van 1634 en de oprichting van een kapel Kapel-ter-Ruste rond 1639 moest goedkeuren. Gezien zijn verleden in Cambrai kende hij Jeroni Desclergue en Antoni Desclergue. Via zijn vader moet hij daarentegen ook Jean du Bois en Marguerite Kelduwier hebben gekend, de twee bankiers zonder wie de dure onderneming nooit had kunnen plaatsvinden. Verbonden met de familie van de Merode, moet Jeroni's tussenkomst in Westerlo in 1591 eveneens gewaardeerd zijn. Ten slotte moeten de bewondering van Maximiliaan II Villain de Gand voor Aartshertog Albrecht, wiens begrafenis hij in 1621 voorafging, en de Spaanse bewondering voor Maria van Scherpenheuvel en haar veronderstelde rol in de Overwinning van Oostende in 1604, de bisschop hebben overtuigd om zijn steun aan te bieden om de kapel te vestigen. Interessant om de nauwe band tussen de bisschop van Doornik en het Spaanse regime aan te tonen is dat Julie Piront schrijft dat de nonnen in 1624 in Doornik aankwamen. Hun klooster in Doornik werd mogelijk gemaakt door een vergunning die op 4 mei 1621 te Brussel werd verleend en op 15 mei door Andrea Soto, de algemeen commissaris van H.K.H. de prinses van Spanje. Ze schrijft dat de bisschop van Doornik in die tijd (1615-1644) Maximiliaan II Vilain de Gand was. De stichter van het klooster, Catherine, ontving op 18 juni 1621 een aanbevelingsbrief van de aartshertogen Albrecht en Isabella. De stad Doornik zou echter in 1667 Frans worden onder Lodewijk XIV.

#### Materiële aanwijzingen
Infraroodopnames, in de Onze-Lieve-Vrouw-ter-Rustekapel, van het eerste paneel De VII Weedommen van Maria en één van de andere panelen dienen als voorbeeld van hoe verschillend ze zijn, niet enkel qua uiterlijk, maar ook wat betreft hun gedrag bij opwarming en afkoeling. Dit toont wetenschappelijk aan dat de panelen niet bij elkaar horen en dus enkel de 'weedommen' (de smarten) werden na recyclage. Dit staaft de stelling dat de panelen, wanneer ze in de muren van de kapel aangebracht werden, niet nieuw waren, maar hergebruikte panelen waren van het originele retabel uit de periode rond 1639.
De reliëfs zijn duidelijk hergebruikt om de Zeven Smarten van Maria te vormen, in de binnenmuren van de kapel, in 1884. Voordien moeten ze ergens anders zijn opgeslagen en maakten ze hoogstwaarschijnlijk deel uit van de kapel van Onze Lieve Vrouw Ter Ruste in de Sint-Columbakerk nadat men ze in de Franse tijd uit de Kapel van Deerlijk had gehaald.

Het plaatsen van de panelen heeft 1200 Frank gekost, wat de helft was van de bouw van een torentje op het dak van de kapel en het dus onmogelijk om nieuwe panelen kan gaan. De panelen zijn van een vergelijkbare artistieke kwaliteit als retabels in Spanje uit de eerste helft van de 17e eeuw.

Op Paneel 2 van de vlucht naar Egypte is de verschijning van de maan op het kunstwerk zeldzaam.

De bas-reliëfs zijn houten sculpturen in panelen die werden bedekt met gesso,

die getextureerd is op een vlakke achtergrond. Deze techniek van textureren was wijdverspreid in Spanje in de 16e en 17e eeuw. De gesso is bedekt met een rode laag 'assiette á dorer'. Bovenop de rode laag zit een vergulde laag goudverf.

Een repetitief vierkantachtig patroon was typerend voor die tijd en werd gebruikt om het goud omnidirectioneel te laten schijnen. Op het paneel nul, met tekst ‘De VII weedommen van Maria’, is zo'n gesso-laag niet aangebracht, wat, naast de infraroodstudie bevestigt dat het niet tot de originele set behoort en in 1884 moet zijn toegevoegd.
In de kapel, op één van de gerecycleerde panelen, daterend dus van rond 1639, treffen we de initialen aan van Antoni Desclergue, alsook van zijn familieleden aanwezig op het doopsel van het kind van zijn nicht Isabel Desclergue in Montblanc in januari 1640. Francesc de Pedrolo y Desclergue
was het enige kind van Isabel Desclergue y Tous en Jacint de Pedrolo. Hij werd eind januari 1640 gedoopt in Montblanc, in aanwezigheid van Antoni Desclergue, een paar weken na de dood van zijn vader. Francesc Onofre de Pedrolo was de broer van de vaeder, Joseph d'Oleina was de oom van de vader, terwijl Antoni Desclergue de neef was van de moeder, Isabel Desclergue y Tous. Alle bij de doop betrokken personen schreven hun initialen op één van de polychrome panelen die Antoni na 1640 mee naar Deerlijk bracht. Rafael Joan Pedrolo, wiens initialen eveneens aangetroffen worden, was de naam van Jacint de Pedrolo's andere zoon die hij had met de overleden Maria de Moxó met wie hij in 1619 was getrouwd.
Een ander paneel toont Montblanc.

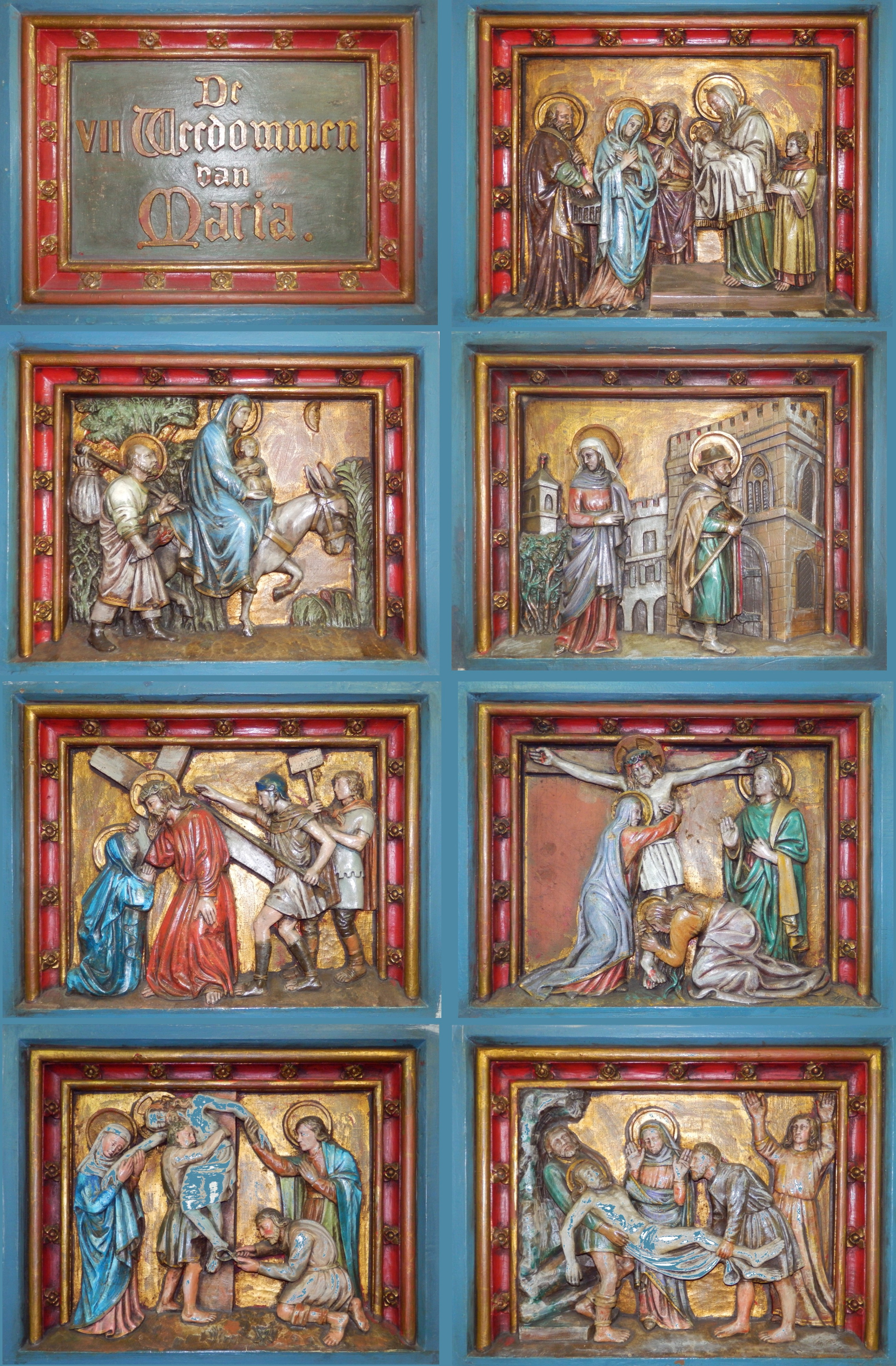
Onze Lieve Vrouw Ter Ruste in Deerlijk - Acht bas-reliëfs.
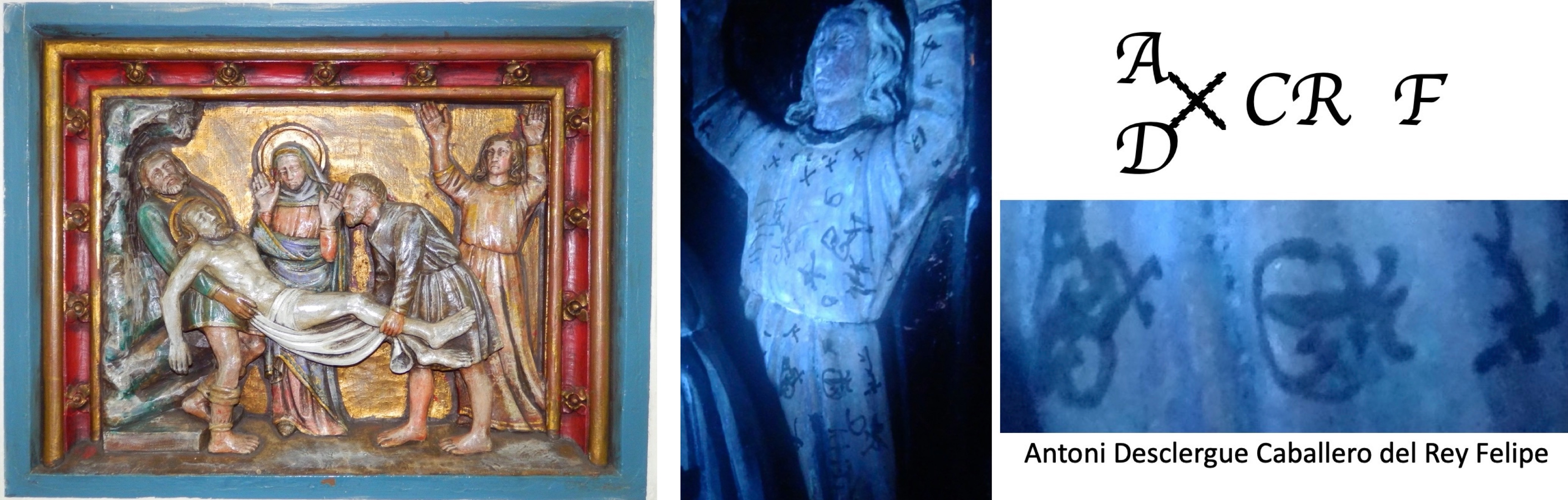
De initialen van Antoni Desclergue op één van de polychrome panelen in de zijmuur van de kapel. Het experiment gebeurde met UV fluorescentie.
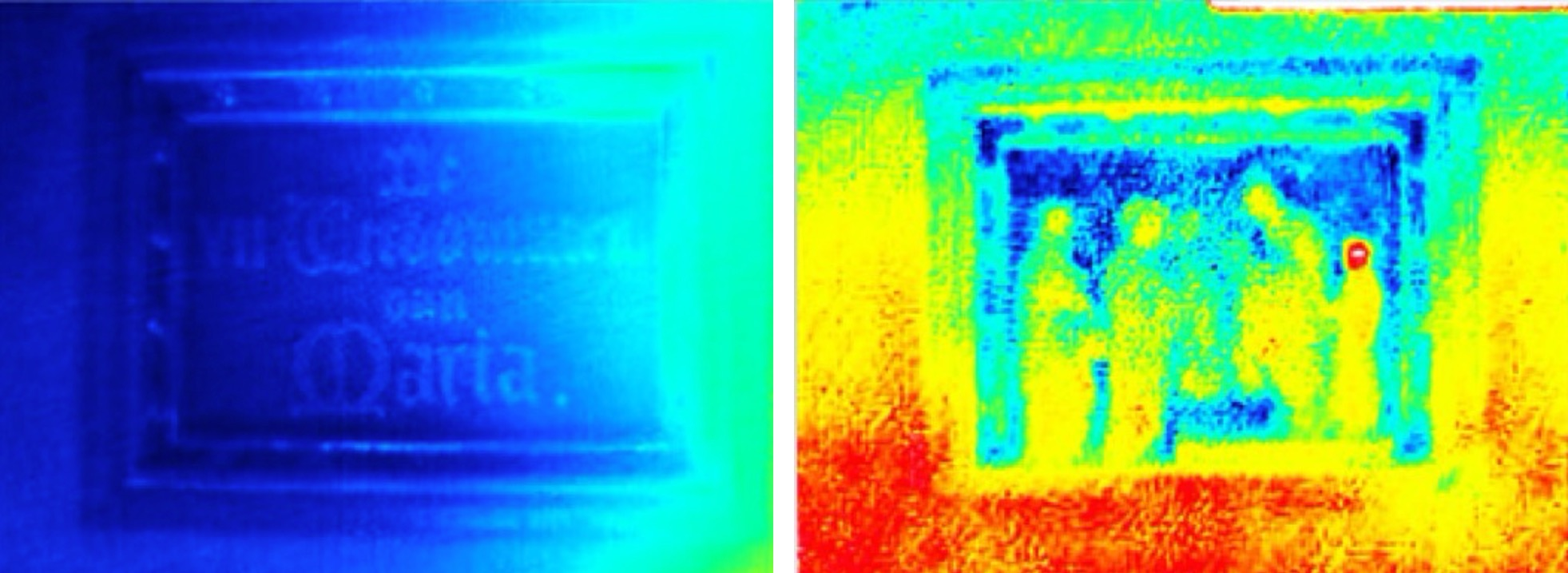
De polychrome panelen in de zijmuren van de Onze-Lieve-Vrouw-ter-Rustekapel. Dit betreft infraroodopnames die aantonen dat het paneel De VII Weedommen van Maria niet thuishoort in de rij met panelen, vermits het paneel helemaal anders oplicht tijdens de experimenten. Visueel merkt men ook verschillen.
Alle geïdentificeerde intialen, met behulp van UV fluorescentie, op het polychrome paneel in de kapel.[114] Het betreft de familieleden van Antoni Desclergue die aanwezig waren in januari 1640 in Montblanc, op het doopsel van Francesc Jacint Josep Antoni de Pedrolo y Desclergue, het achterneefje van Antoni Desclergue en de erfopvolger van de Desclergues in Montblanc.

#### Verband met het Mirakel in 1634
Parochiale akten tonen aan dat Antoni Desclergue en zijn echtgenote Beatrice goede banden onderhielden met de families van de getuigen van het mirakel te Deerlijk in 1634. Zoals uit de archieven blijkt, en hoger werd beschreven, waren de in 1639 geregistreerde getuigen van het mirakel Valentin Bekaert (VB), Marcus Van Marcke (MVM), Guillaume Vermandere (GV), Pieter Wielandt (PW) en Claes Montens (CM). In het bijzonder vijf Deerlijkse akten tonen specifiek aan dat Antoni Desclergue en zijn echtgenote Beatrice geconnecteerd waren met deze getuigen.

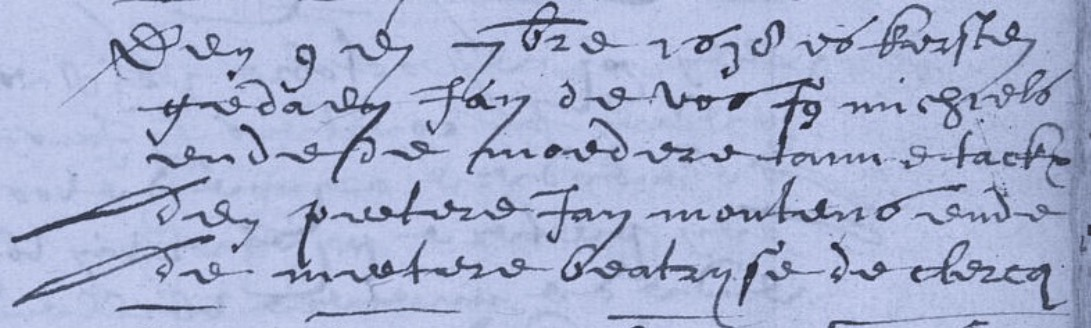
Jan Montens zoon of broer van Claes Montens wondergetuige van 1634 te Deerlijk - Beatrice De Clercq echtgenote van Antoni Desclergue bij een doop te Deerlijk op 9 september 1638.
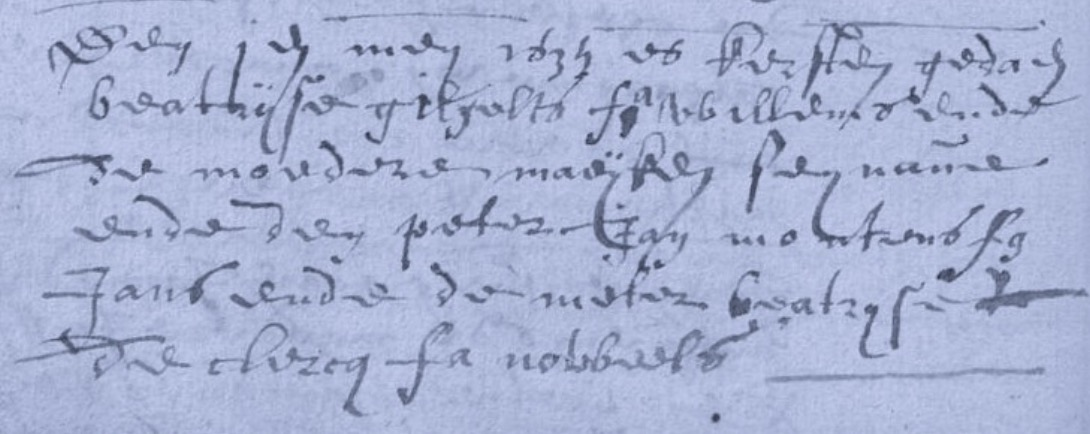
Jan Montens zoon of broer van Claes Montens wondergetuige van 1634 te Deerlijk - Beatrice De Clercq echtgenote van Antoni Desclergue bij de doop te Deerlijk op 1 mei 1635.
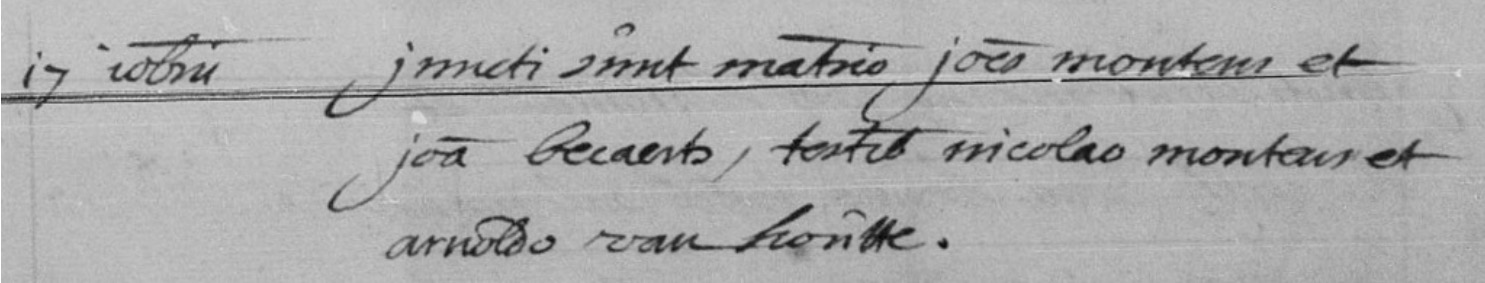
Jan Montens zoon of broer van Claes Montens wondergetuige van 1634 te Deerlijk - Claes Montens bij huwelijk te Harelbeke op 17 december 1619.
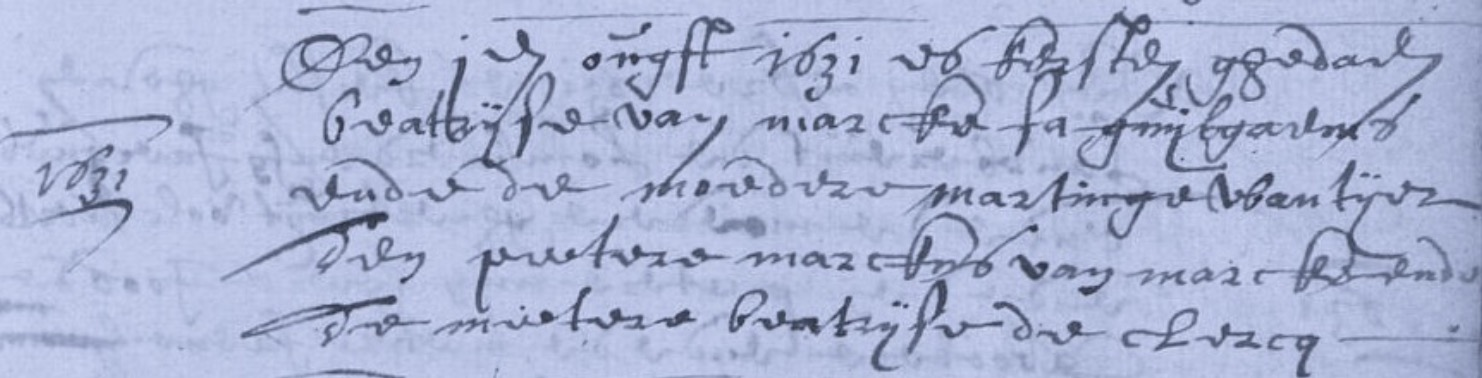
Marcus Van Marcke wondergetuige van 1634 in Deerlijk - Beatrice De Clercq echtgenote van Antoni Desclergue bij een doop in Deerlijk op 1 augustus 1631.
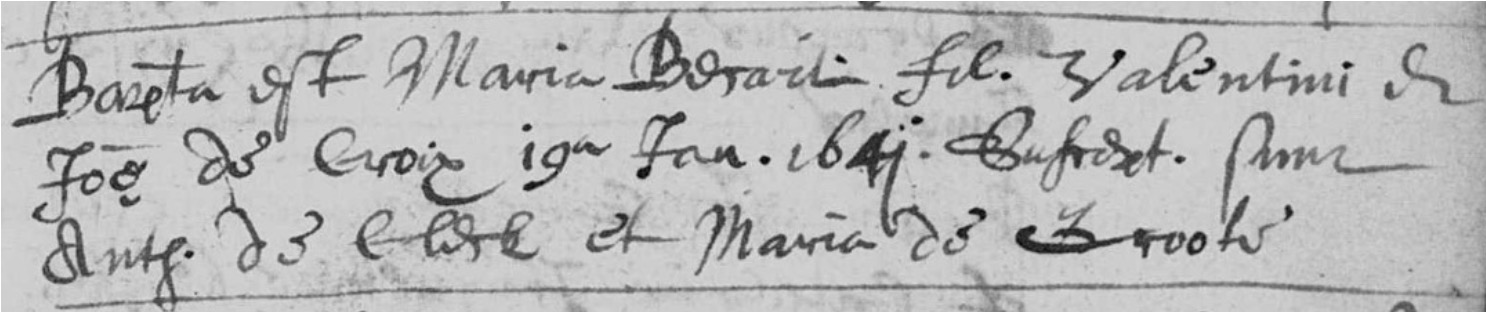
Valentinus Bekaert wondergetuige van 1634 te Deerlijk - Antoni Desclergue bij een doop te Deerlijk op 19 januari 1641.

#### Verband tussen Antoni Desclergue en Marguerite Kelduwier
De tante van het weeskind Marguerite Kelduwier hertrouwde met Guillelmus Montens. De familie Montens wordt gelinkt aan zowel Antoni Desclergue en zijn vrouw Beatrice, als aan het mirakel in Deerlijk in 1634. 
In het Spanjaardenkasteel in Gent vond Declercq verbanden tussen de Desclergues en families uit Haubourdin bij Rijsel, zoals Du Puich (Vandeputte). Mogelijk ligt daar een verband tussen de Desclergues en Kelduwier. Misschien dienden Marguerite en haar man als bankiers voor de Spaanse legers.
:1185
:235

#### Veronderstellingen en mogelijke Motieven

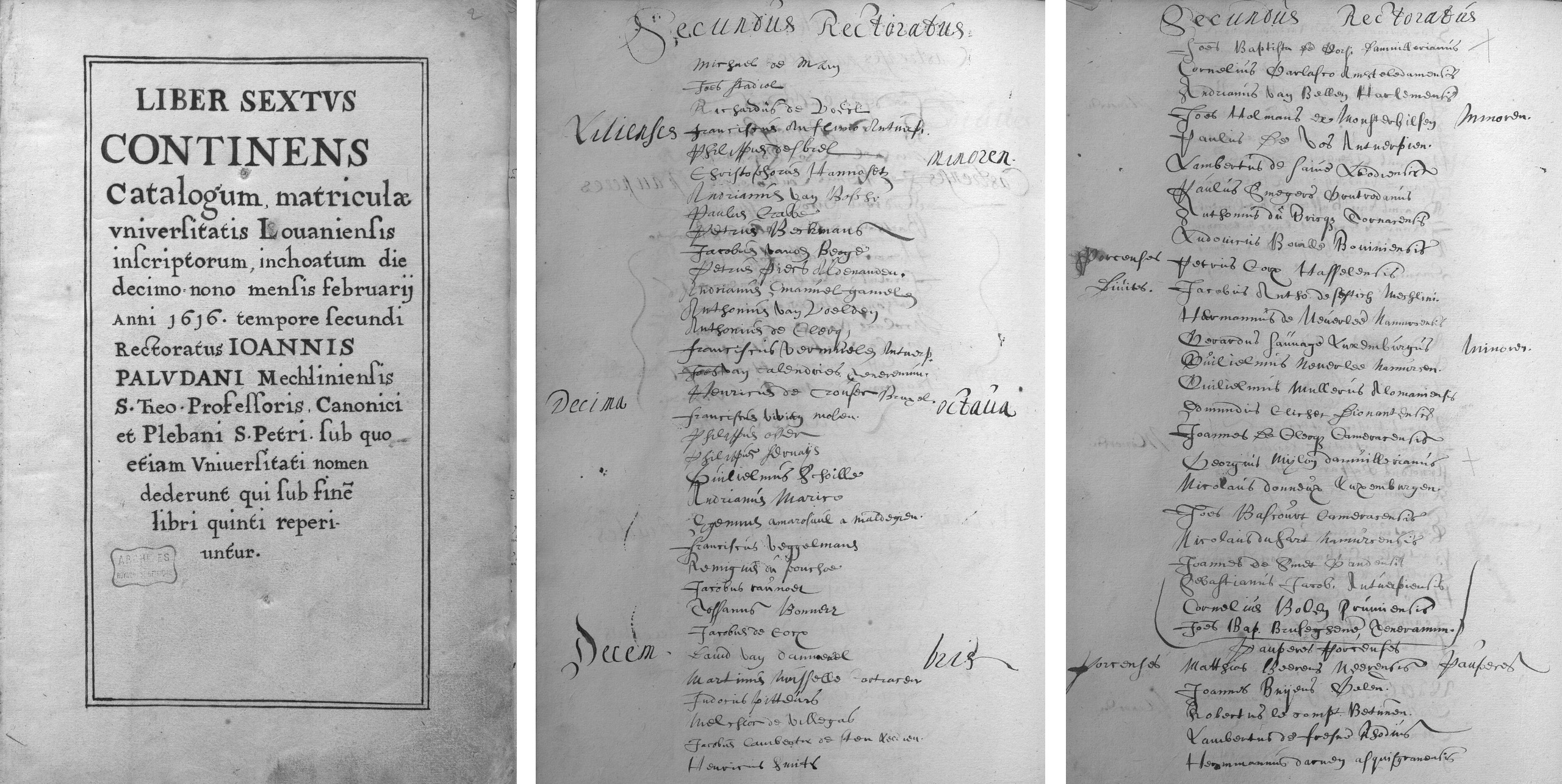
1643, inschrijvingen aan de Oude Universiteit van Leuven, van Juan en Antoni Declerque, zonen van Antoni Desclergue en Beatrice De Clercq. In het begin van de militaire loopbaan van Antoni Desclergue woonde hij met zijn vrouw in Cambrai, waar Carlos Coloma gouverneur was. Dat blijkt eveneens uit deze inschrijving. Het boek met inschrijvingen begint vanaf 1616, zoals op de voorpagina, links afgebeeld, is te zien.

In deze hypothese gaat men ervan uit dat de edelman waar keer op keer sprake van is in de vele versies van de legende van de kapel, ridder Antoni Desclergue was. Mogelijk wou hij, gezien de aanwijzingen naar Hiëronymus, met zijn bijdrage ook eer betonen aan zijn vader Jeroni die in 1604 was gesneuveld.
In verband met Marguerite Kelduwier wordt aangenomen dat zij mogelijk als motief had om via de kapelanie een leerstoel aan de Universiteit van Leuven te kunnen bemachtigen voor haar zoon. Antoni Desclergue had mogelijk gelijkaardige motieven. Zo werden in 1643 twee van zijn kinderen aan de Universiteit van Leuven ingeschreven.
Wie in 1634 in Deerlijk Spaans of Catalaans verstond, kon niet anders dan een verband zien tussen het Deerlijkse mirakel met de omgezaagde boom en een gelijkaardig mirakel in Montblanc op de plek genoemd naar een boomzaag, zoals hierboven beschreven. Ook het feit dat het in beide gevallen om trekdieren gaat die plots niet meer verder willen (paarden in Deerlijk, ossen in Montblanc) en het feit dat er telkens een beeld bij betrokken is dat beslist om ter plaatse te blijven in een te bouwen beschutting (een kapel in Deerlijk, een klooster in Montblanc), zijn feiten die iemand als Antoni Desclergue onmogelijk onverschillig hebben gelaten in zijn beslissing om, met Marguerite Kelduwier, een kapel te bouwen.
1634 was ook de 30-jarige verjaardag van het overlijden van Jeroni Desclergue waaruit we kunnen insinueren dat Antoni Desclergue in het mirakel een link met zijn vader zag en hem wilde eren met een kapel ter zijner nagedachtenis. Het is daarom misschien niet te verwonderen dat de tekst die boven en onder het Mariabeeldje staat op de oudste afbeeldingen van de kapel, teksten zijn van Hieronymus: Haec requies mea in saeculum saeculi; hic habitabo, quoniam elegi eam.

Alhoewel alles erop wijst dat Marguerite Kelduwier de feitelijke stichtster geweest is van de kapel, als eigenaar, valt steun door Antoni Desclergue niet te ontkennen, getuige de kunstwerken die zich op heden ingemetseld in de zijmuren van de kapel bevinden, met op het ene paneel een afbeelding van Montblanc en met de initialen van Antoni Desclergue op een ander, waaruit we kunnen afleiden dat de panelen, wanneer ze in de zijmuren geankerd werden, geen nieuwe kunstwerken waren, maar gerestaureerd waren en dus hergebruikte retabelpanelen waren. Het relatief lage prijskaartje daaromtrent uit 1884 en het duidelijk zichtbaar overschilderd zijn van de panelen tijdens een slordig uitgevoerde restauratie, confirmeren deze stelling. Hoogstwaarschijnlijk waren er nog zulke panelen, maar werden enkel deze die met wat aanpassingen en inventiviteit konden fungeren als de Zeven Smarten van Maria, behouden.
Ten slotte valt de letter S op bovenaan de façade van de kapel. Indien mag aangenomen worden dat deze letter ook in de oorspronkelijke façade te zien was, wijst deze mogelijk naar Serra of zelfs Spagnien.

## Het Tegenwoordige Mariabeeldje in de Kapel

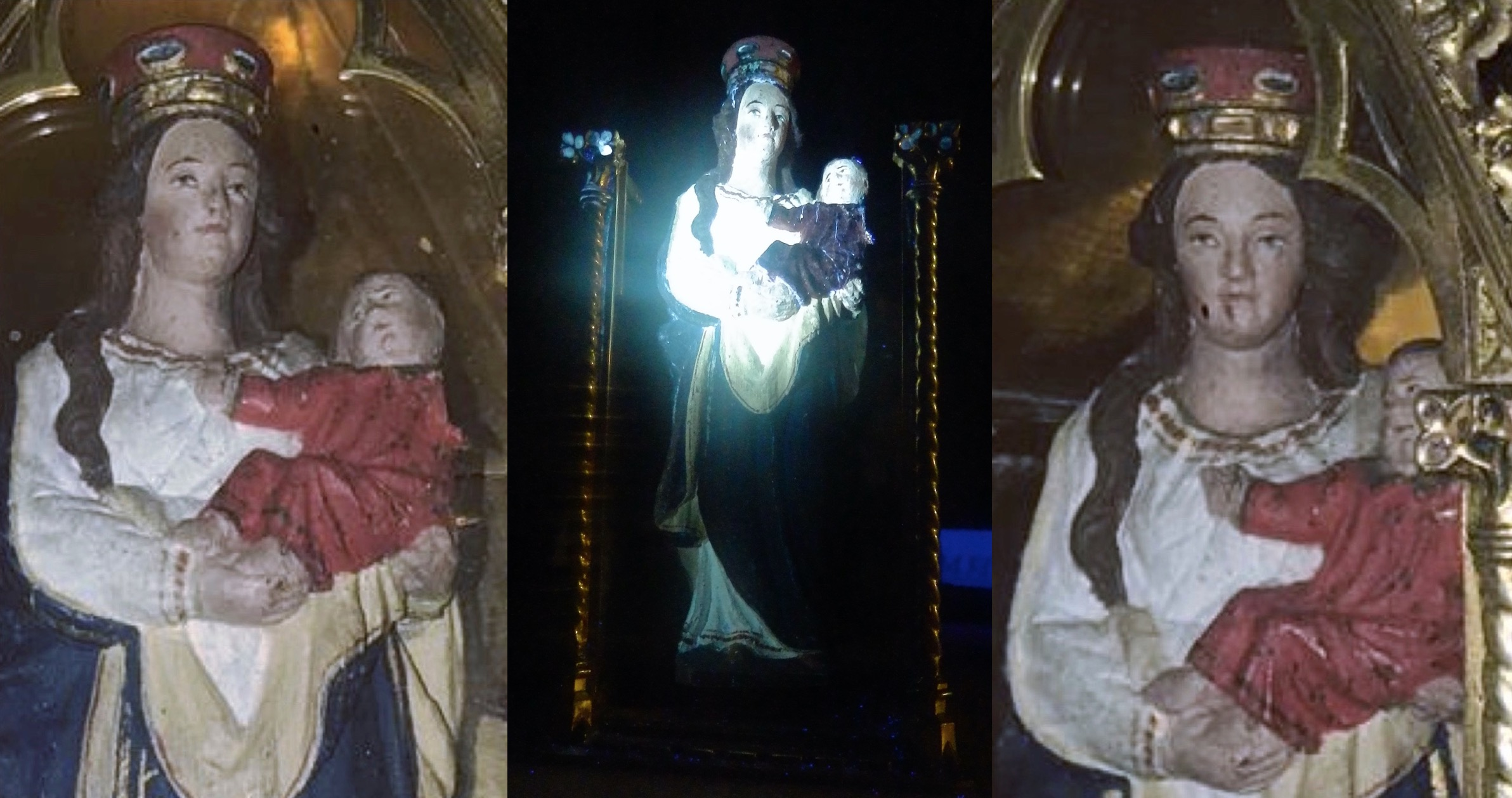
Het miraculeuze beeldje dat zich momenteel in de Onze-Lieve-Vrouw-ter-Rustekapel bevindt, mogelijk gemaakt door Cano in Spanje rond 1640. Links en Rechts : in normaal licht. Midden : UV fluorescentie.

Of dit beeldje effectief het mirakelbeeldje is uit de 17de eeuw wordt door zowat iedereen sterk betwijfeld. Albert Bruggeman heeft het in alle geval niet van hoge waarde geschat. Een bestaande veronderstelling is dat het mogelijk uit 1884 dateert, bij de herinrichting van de kapel. In de sacristie van de Sint-Columbakerk van Deerlijk staat een Mariabeeld dat in aanmerking kan komen als het originele mirakelbeeld, ook al lijkt dit beeld helemaal niet op dat wat te zien is op de oudste afbeeldingen van de kapel. Een gespecialiseerd onderzoek zal hierin klaarheid moeten brengen. In zijn recente analyse stelt Nico F. Declercq dat het Mariabeeldje bij de bouw van de kapel mogelijk geschonken werd door ridder Antoni Desclergue en een voorstudie zou zijn van de bekende Spaanse barokkunstenaar Alonso Cano. Ook hier is verder onderzoek aangewezen.
Er wordt aangenomen dat het miraculeus beeldje niet datgene is dat aan een boom hing tijdens het mirakel in 1634. Dat wordt bevestigd door de oudste overgeleverde tekening waarop te zien is dat het mogelijk om La Mare de Deu de la Serra ging uit Montblanc. Het valt eveneens moeilijk te ontkennen dat het beeldje gelijkaardige trekken vertoont met het latere meesterwerk van Cano, namelijk zijn 'Inmaculada del facistol' uit 1655. Uit het Ultraviolet onderzoek blijkt dat het beeldje in Deerlijk gemaakt is volgens technieken/materialen gebruikt in de periode van de bouw van de kapel.

## Vervolg van de Geschiedenis

### Later Patronaat
Na het overlijden van Marguerite Kelduwier in 1645 bleef het patronaat van de kapel meer dan een eeuw in handen van drie generaties van de familie du Bois. Overigens herbergde van mei 1643 tot 1723 de Onze-Lieve-Vrouw-ter-Rustekapel nog een tweede kapelanie, namelijk ter ere van Sint-Jan-de-Doper, met een afzonderlijke kapelaan, inkomen en administratie. Ze was opgericht op verzoek van Marie Desbuissons, weduwe van Jean Cardon uit Rijsel en schoonmoeder van François-Lamoral du Bois de Sebbe, een andere zoon van Marguerite Kelduwier en net als zijn vader raadsheer en rekestmeester in de Rijselse Rekenkamer. De overleden echtgenoten van beide weduwes heetten Jean, vandaar mogelijk de reden voor de naam van deze tweede kapelanie. In januari 1723 verhuisde ze echter op verzoek van Eugène-Lamoral du Bois de Chocques naar de kapel bij zijn kasteel Molpas te Mérignies, ten zuiden van Rijsel. Du Bois de Chocques was een achterkleinzoon van beide weduwes en patroon van beide kapelanieën.
In 1755 werd het patronaat geërfd door Antoine-François du Puich de Mesplau uit Rijsel, een kapitein van de Franse marine en achter-achterkleinzoon van Marguerite Kelduwier. Elf jaar nadien werd diens neef Louis Dominique Eustache de Lencquesaing de laatste patroon van de kapelanie van Onze-Lieve-Vrouw ter Ruste te Deerlijk; hij woonde afwisselend in het bekende Hôtel de Petipas de Walle te Rijsel, waarvan hij de bouwheer was, en in zijn familiekasteel Laprée te Quiestède bij Aire-sur-la-Lys.

### Van Bedevaartsoord tot Lazaret
Het gebouw was lange tijd een geliefd bedevaartsoord, tot het tijdens de Franse Revolutie openbaar werd verkocht en daarmee zijn religieuze functie verloor. In de daaropvolgende jaren huisde er onder meer een spin- en weefschool en in de jaren 1840 kwam er een lazaret voor tyfuspatiënten. Koster Petrus-Johannes Verriest, vader van Hugo, verzorgde er de zieken.

### In Ere Hersteld
Op initiatief van pastoor Adolf De Bien werd de bouwvallige kapel in 1884 opgeknapt en weer ingericht voor de eredienst en bedevaarten. Ter gelegenheid van de heropening dichtte Guido Gezelle een Marialied.
In 1902 verkocht De Bien het gebouw aan Astère Vercruysse, kasteelheer van het Gaverkasteel. Die liet het gebouw volledig herschilderen, een brandraam plaatsen boven het altaar en vanuit het westen een dreef aanleggen naar de kapel. Het traject van de Stations- naar de Pontstraat heet nu Kapel ter Rustestraat.
Na de dood van Vercruysse werd de kapel eigendom van de kerkfabriek van Sint-Columbakerk. Tijdens de Eerste Wereldoorlog was de kapel een populaire bedevaartsplaats. Tot op vandaag wordt elk jaar op 25 maart (feestdag van Onze-Lieve-Vrouw Boodschap) Kapellekensommegang gevierd; vroeger was hier ook een processie aan verbonden. De kapel wordt nu gebruikt als week- en doopkapel.

## Exterieur
De kapel is een eenbeukig bedehuis, opgetrokken in verankerde baksteen onder leien zadeldak. De sokkel bestaat uit Atrechtse zandsteen. Het rondboogportaal heeft een geblokte arduinen omlijsting. De kapel werd in de 19de en de 20ste eeuw verschillende keren verbouwd, en behield dus niet haar oorspronkelijke uitzicht. In 1819 kreeg de kapel een aanbouw voor de spinschool. De ingrijpendste verbouwing dateert van 1884 toen het dak vernieuwd werd en er een hoger en slanker daktorentje kwam. Boven het portaal verscheen een cottage-achtig afdakje. Tevens werden de vensters voorzien van neogotisch maaswerk. Latere renovaties waren er in 1902 bij de verkoop van de kapel (zie hoger) en in 1965, waarbij onder meer het dak werd aangepakt. Vanaf einde oktober tot Kerstmis 2009 werden de toren, het dak en de ramen andermaal onder handen genomen.
Links is een infraroodopname aan de binnenkant van de voorgevel van de Onze-Lieve-Vrouw-ter-Rustekapel in Deerlijk. Rechts dezelfde opname, maar met de positie van de oorspronkelijke vensters in blauw weergegeven. Dit is bewijs dat de gevel in 1639 helemaal anders was dan nu, zoals men ook op oude schetsen kan terugvinden. Deze stelling wordt in Deerlijk niet gecontesteerd, maar dit is wel het eerste wetenschappelijke bewijs ervan. Wie goed kijkt aan de buitenkant kan dit trouwens aan de bakstenen nog zien.

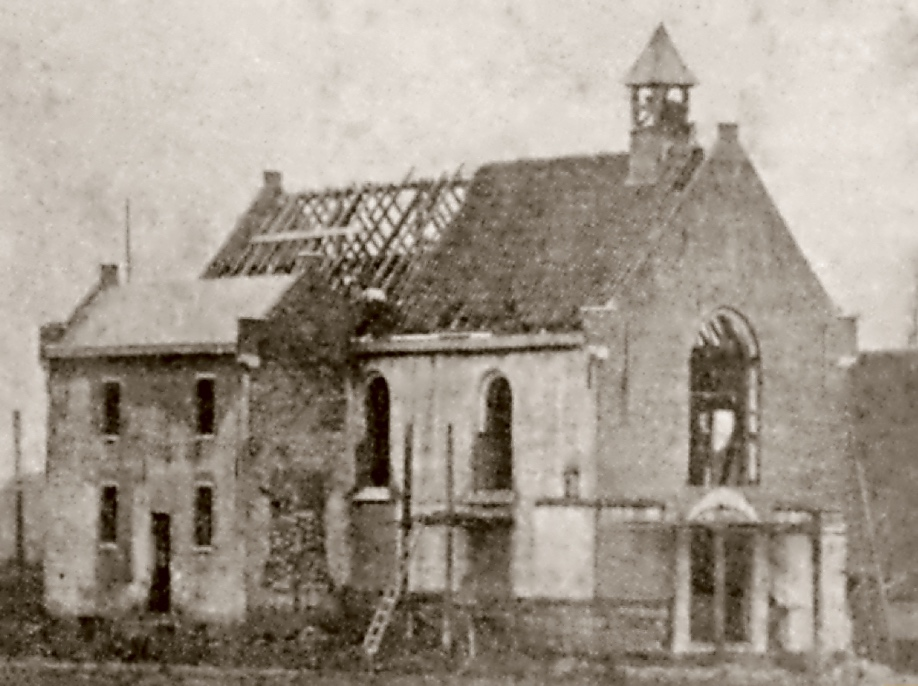
In 1884 werd de kapel grondig verbouwd. Eerdere verbouwingen hadden de kapel al uitgebreid naar het Oosten en er gebeurde ook een aanbouw in 1819.
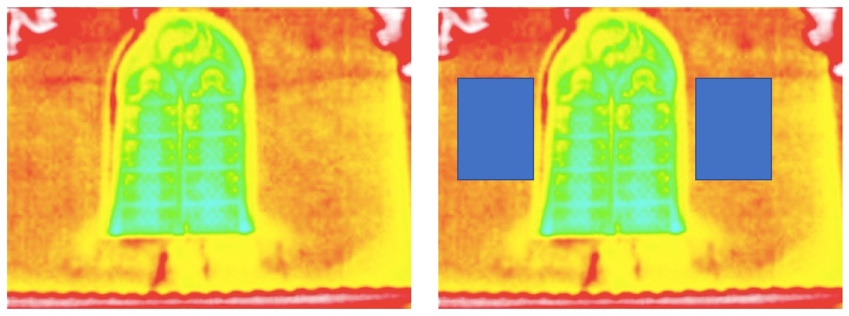
Links is een infraroodopname aan de binnenkant van de voorgevel van de Onze-Lieve-Vrouw-ter-Rustekapel in Deerlijk. Rechts dezelfde opname, maar met de positie van de oorspronkelijke vensters in blauw weergegeven. Dit is bewijs dat de gevel in 1639 helemaal anders was dan nu, zoals men ook op oude schetsen kan terugvinden.

## Interieur
Het oudste artefact dat deel uitmaakt van het interieur van de kapel is het gepolychromeerde houten mirakelbeeld van Onze-Lieve-Vrouw met kind in koperen schrijn dat vermoedelijk tot de bouw van de kapel deed besluiten. Het beeld zou uit de 17de eeuw dateren (zie ook hoger).

De rest van het meubilair van de kapel is 19de-eeuws en omvat een neogotisch retabel, een gepolychromeerd houten beeld van Onze-Lieve-Vrouw van Smarten doorboord door zeven zwaarden en zeven bas-reliëfs die de Zeven Smarten van Maria afbeelden. Het oorspronkelijke retabel van de kapel bevatte wellicht een 17de-eeuws schilderij De Rust op de Vlucht naar Egypte, waarop zowel de rustende Heilige Maria als Johannes de Doper staan afgebeeld.

## Beschermd als monument
Op 27 april 2005 werd de kapel bij Ministerieel Besluit beschermd als monument. Sedert 14 september 2009 is het gebouw aangeduid als vastgesteld bouwkundig erfgoed.

## Harmonium
Lange tijd maakte een harmonium deel uit van het interieur. Nadien kwam dit instrument via een omweg terecht bij het René De Clercqgenootschap dat het volledig liet restaureren. Het is nu terug in perfecte staat en bevindt zich in het Museum geboortehuis René De Clercq.